# Donauradweg

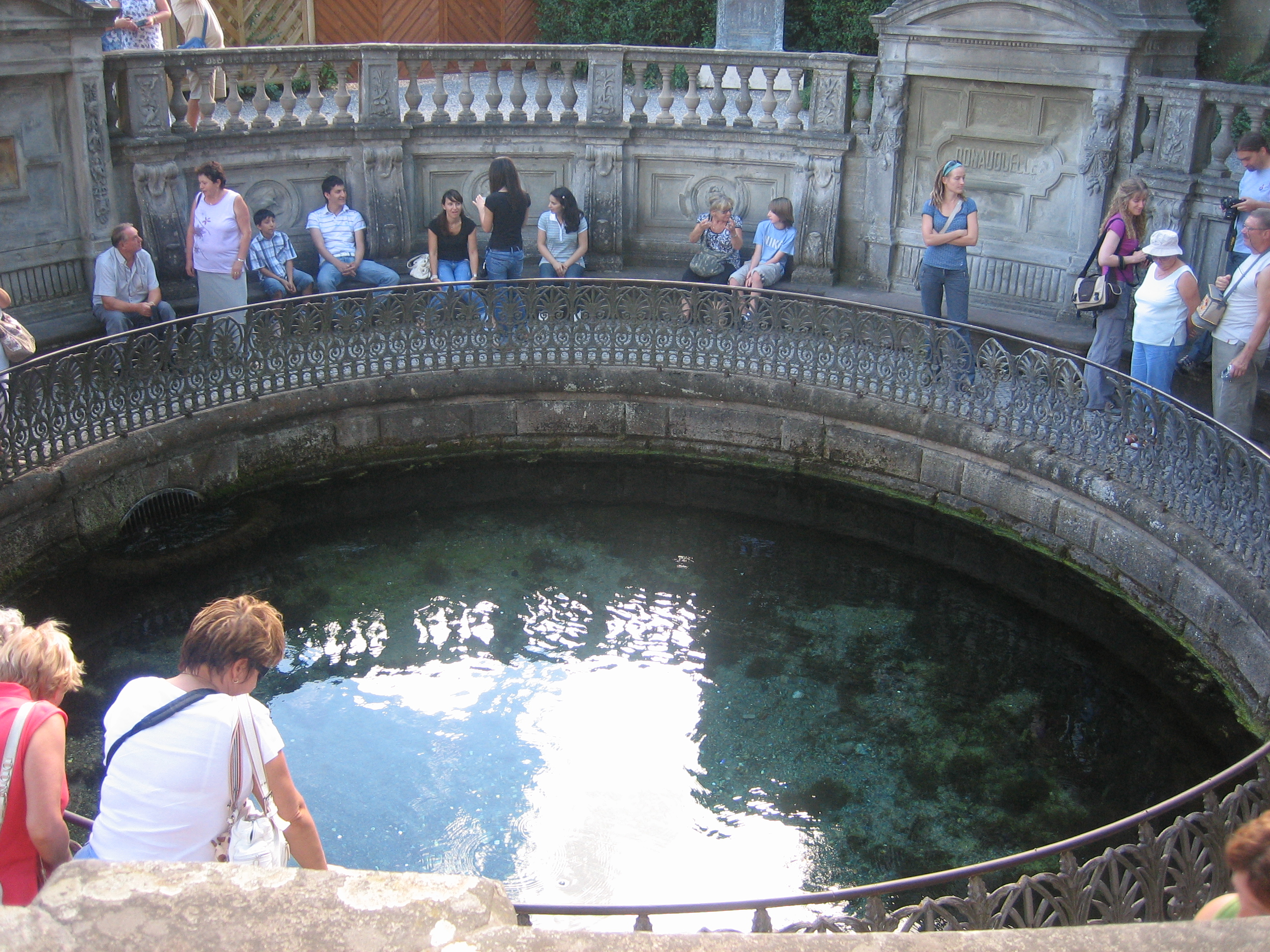
Die kreisrund gefasste Donauquelle ist der Beginn des Donauradweges, wenn man diesen Radfernweg in der Flussrichtung befährt. Ein Gewässer von 2857 Kilometer Länge liegt jetzt vor dem Radfahrer bis zur Mündung des Flusses.

Der Donauradweg ist ein Radfernweg, der auf einer Strecke von etwa 2850 km von der Quelle der Donau bis zu deren Mündung ins Schwarze Meer führt. Er führt dabei durch die Länder Deutschland, Österreich, Slowakei, Ungarn, Kroatien, Serbien, Bulgarien und Rumänien. Allgemein gilt der Teil von Donaueschingen bis Budapest als gut ausgebaut. Die Länge der Abschnitte ist rund 607 km in Deutschland, 403 km in Österreich und 290 km in Ungarn bis Budapest.

## Allgemeine Beschreibung des Gesamtverlaufs
Der Donauradweg verläuft größtenteils beiderseits der Donau, teilweise jedoch nur auf einer Seite. Er folgt dabei einer antiken Römerstraße entlang des Donaulimes, der die Stationen, Kastelle und Festungen bis zum Donaudelta verband. Diese war als Donauweg bzw. Via Istrum bekannt.
Laut der ADFC-Travelbike-Radreiseanalyse 2018 zählt der Donauradweg zu den zehn beliebtesten Radrouten in Deutschland. Der deutsche Teil des Donauradwegs ist die ADFC-Qualitätsradroute mit 4 Sternen.
Die Donau durchfließt Landschaften von großer Vielfalt und mehrere Gebirge. Zusätzlichen Reiz erhält der Radweg durch viele Burgen, Klöster, kunstvolle Bauwerke, geologische Besonderheiten und bekannte Städte. Letztere unterscheiden sich charakterlich sehr voneinander: die einstigen Kaiserstädte Wien und Budapest sowie die Bischofsstadt Passau beispielsweise, die hinsichtlich ihrer historischen Bedeutung im Gegensatz zur modernen Kulturstadt Linz stehen. Auch einige Naturschutzgebiete sind Bestandteil der Route. Wo der Strom die großen Ebenen durchquert, verläuft der Radweg oft auf Hochwasserdämmen mit guter Aussicht – beginnend in Niederbayern, in Oberösterreich, im Marchfeld und schließlich in Ungarn.
Teile des Donauradwegs decken sich mit der EuroVelo-Route Atlantik - Schwarzes Meer (EV6) und der D-Route D6 (Donauroute, von Basel bis Passau). Der oberösterreichische Teil des Donauradwegs ist mit R1 Donauweg, der niederösterreichische mit R6 Donauradweg ausgeschildert. Während der Abschnitt im Oberlauf von der Quelle bis Budapest sowie im serbischen Abschnitt durchgängig beschildert ist, fehlen entsprechende Markierungen besonders im bulgarischen und rumänischen Abschnitt. Hier verläuft der Radweg zumeist auf mehr oder weniger ruhigen Landstraßen und der Radwanderer ist auf entsprechendes Kartenmaterial angewiesen.

## Deutschland

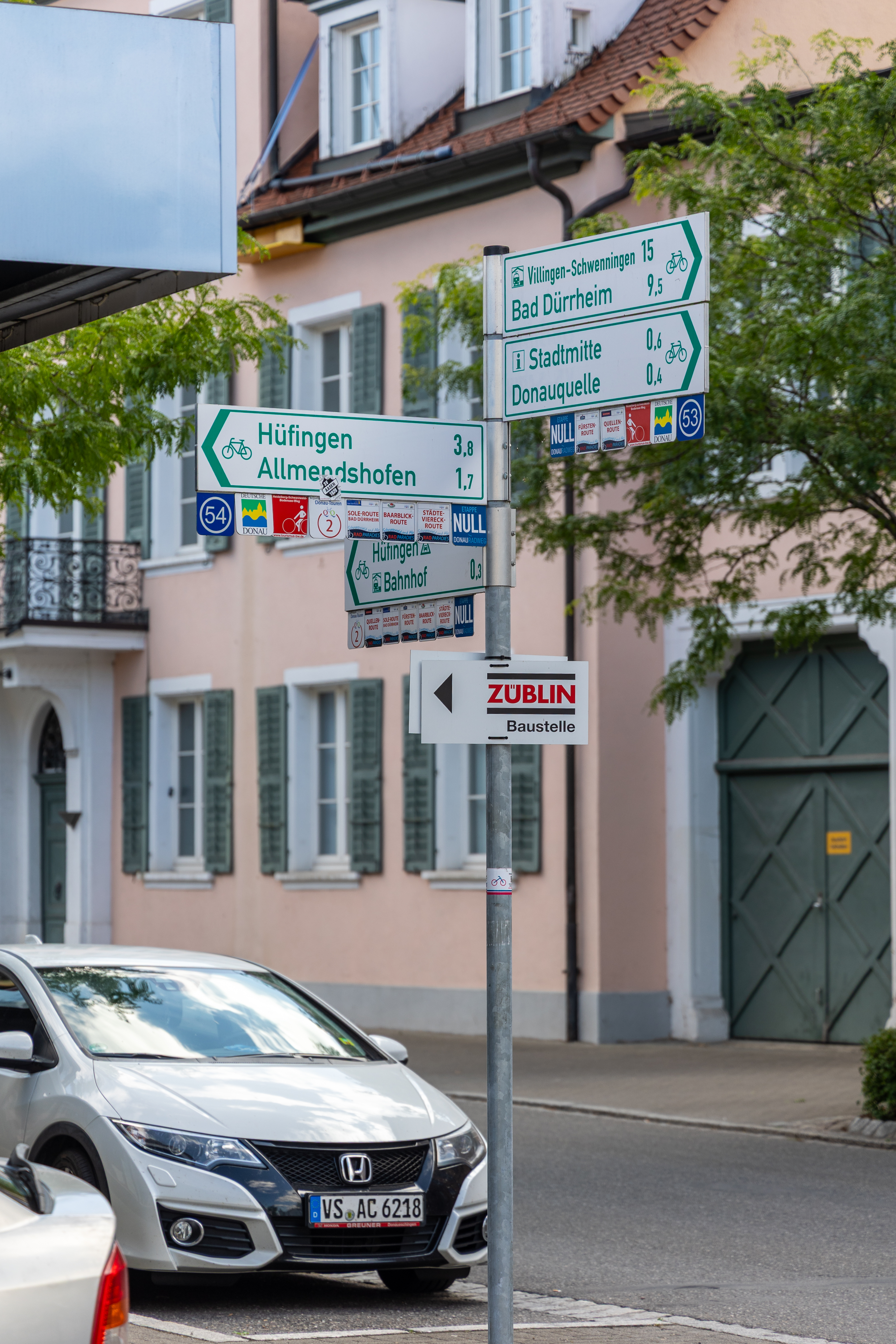
Etappe Null mit Knotenpunkt-Wegweiser in Donaueschingen

Der Donauradweg beginnt ab der Donauquelle in Donaueschingen. Ab Tuttlingen entspricht der Verlauf der Donauroute D6 und der EuroVelo-Route EV6.
- In Baden-Württemberg: Donaueschingen  ↔ Tuttlingen  ↔ Beuron  ↔ Sigmaringen  ↔ Scheer  ↔ Mengen  ↔  Riedlingen  ↔ Obermarchtal  ↔ Ehingen  ↔ Ulm
- In Bayern: Neu-Ulm  ↔ Oberelchingen  ↔ Leipheim  ↔ Günzburg  ↔ Offingen  ↔ Gundelfingen an der Donau  ↔ Lauingen (Donau)  ↔ Dillingen an der Donau  ↔ Höchstädt an der Donau  ↔ Donauwörth  ↔ Marxheim  ↔ Bertoldsheim  ↔ Neuburg an der Donau  ↔ Ingolstadt  ↔ Neustadt an der Donau  ↔ Kloster Weltenburg  ↔ Kelheim  ↔ Bad Abbach  ↔ Regensburg  ↔ Donaustauf  ↔ Wörth an der Donau  ↔ Kößnach  ↔ Straubing  ↔ Bogen  ↔ Mariaposching  ↔ Metten  ↔ Deggendorf  ↔ Niederalteich  ↔ Osterhofen  ↔ Pleinting  ↔ Vilshofen  ↔ Windorf  ↔ Gaishofen  ↔ Passau  ↔ Obernzell

### Abschnitt Baden-Württemberg
Von der Donauquelle in Donaueschingen führt der circa 600 Kilometer lange deutsche Donauradweg durch die Baar nach Tuttlingen und weiter durch den Naturpark Obere Donau. Der Radweg folgt dabei über weite Strecken der Schwarzwaldbahn, der Bahnstrecke Tuttlingen–Inzigkofen (ausgenommen im Bereich der vier Bahntunnel) und der Bahnstrecke Ulm–Sigmaringen. Dies bietet die Möglichkeiten zu kombinierten Touren mit Bahn und Fahrrad.
Der Abschnitt im Oberen Donautal (zwischen den Donaustädtchen Mühlheim an der Donau und Scheer), der eigentlichen Kern des Naturparks Obere Donau, wird gesäumt von einer großen Zahl von mächtigen Kalksteinfelsen sowie zahlreichen Burgen, Höhlen, Schlössern, Ruinen, Klöstern und Barockkirchen, wie zum Beispiel:

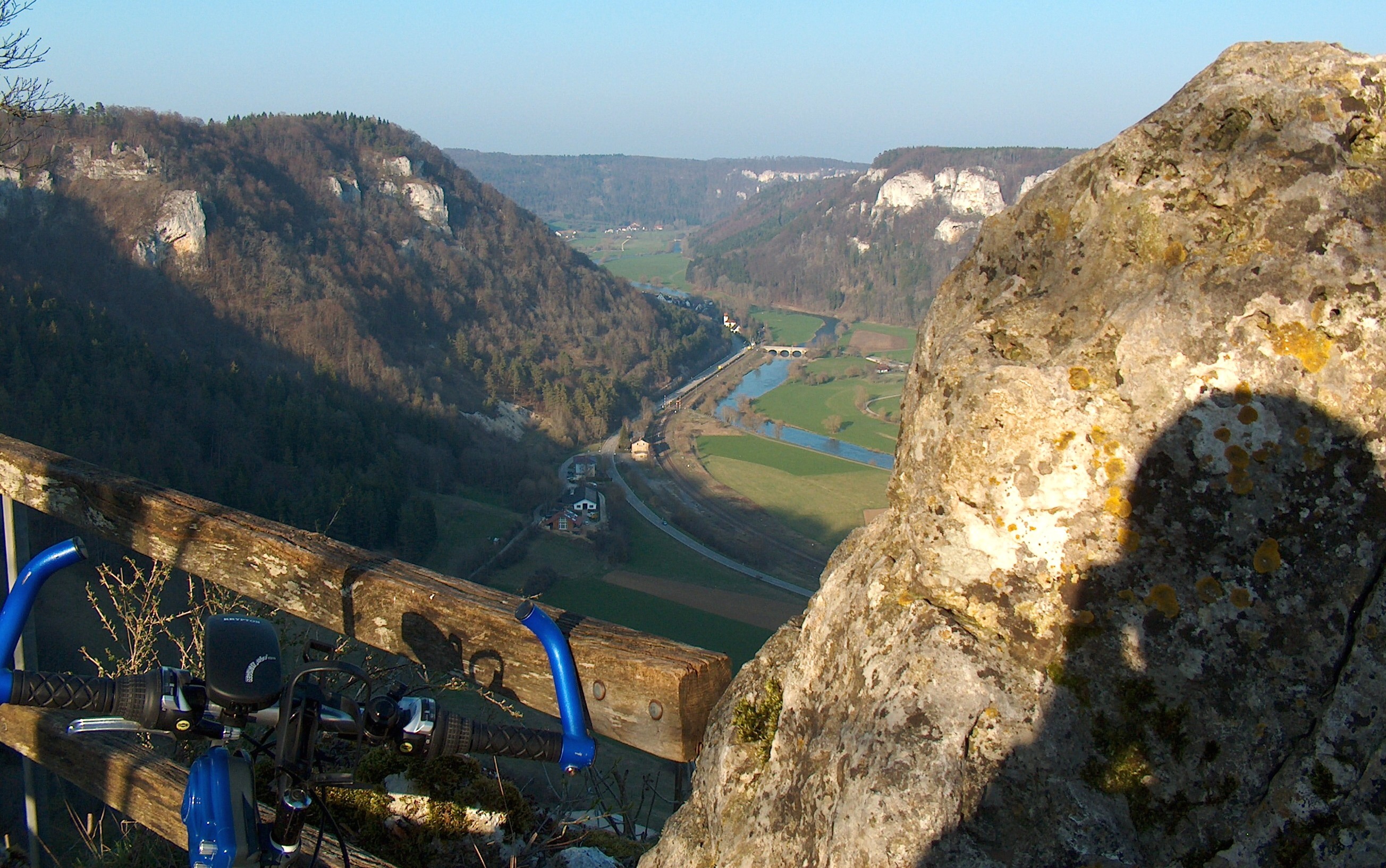
Donaudurchbruchstal durch die Schwäbische Alb im Naturpark Obere Donau

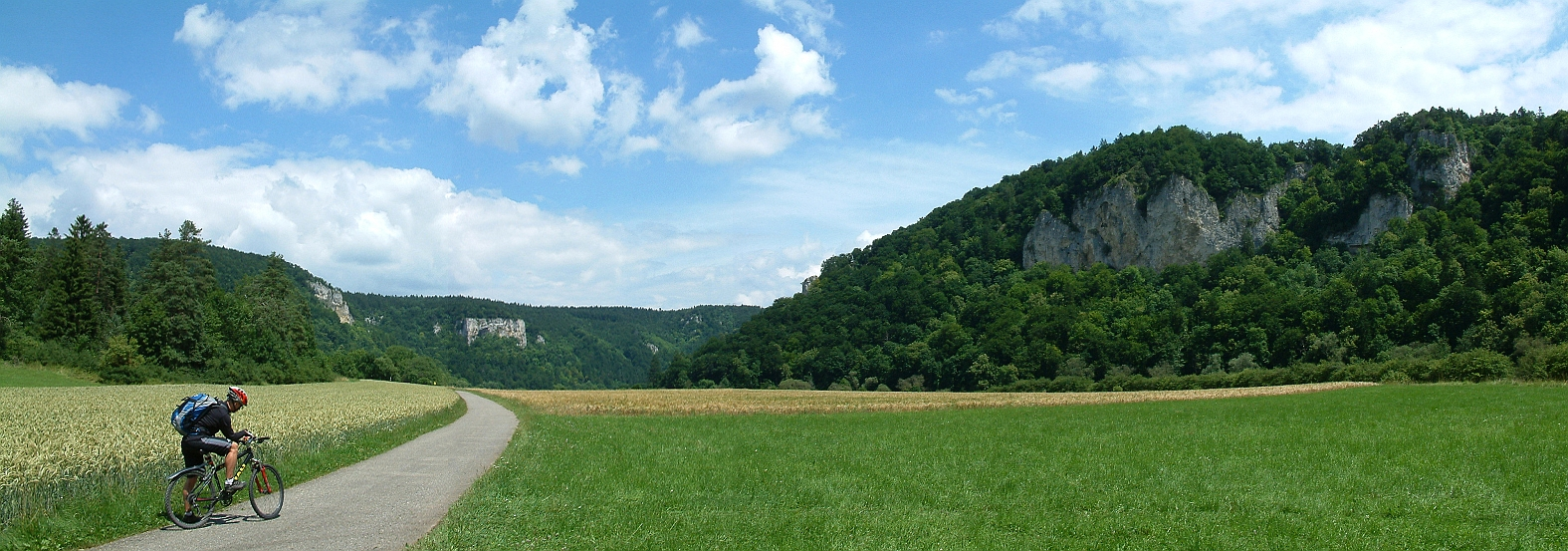
Radweg zwischen Mühlheim und Fridingen im Oberen Donautal. Aus ökologischen Gründen ist der Abschnitt des Weges hier nicht asphaltiert.

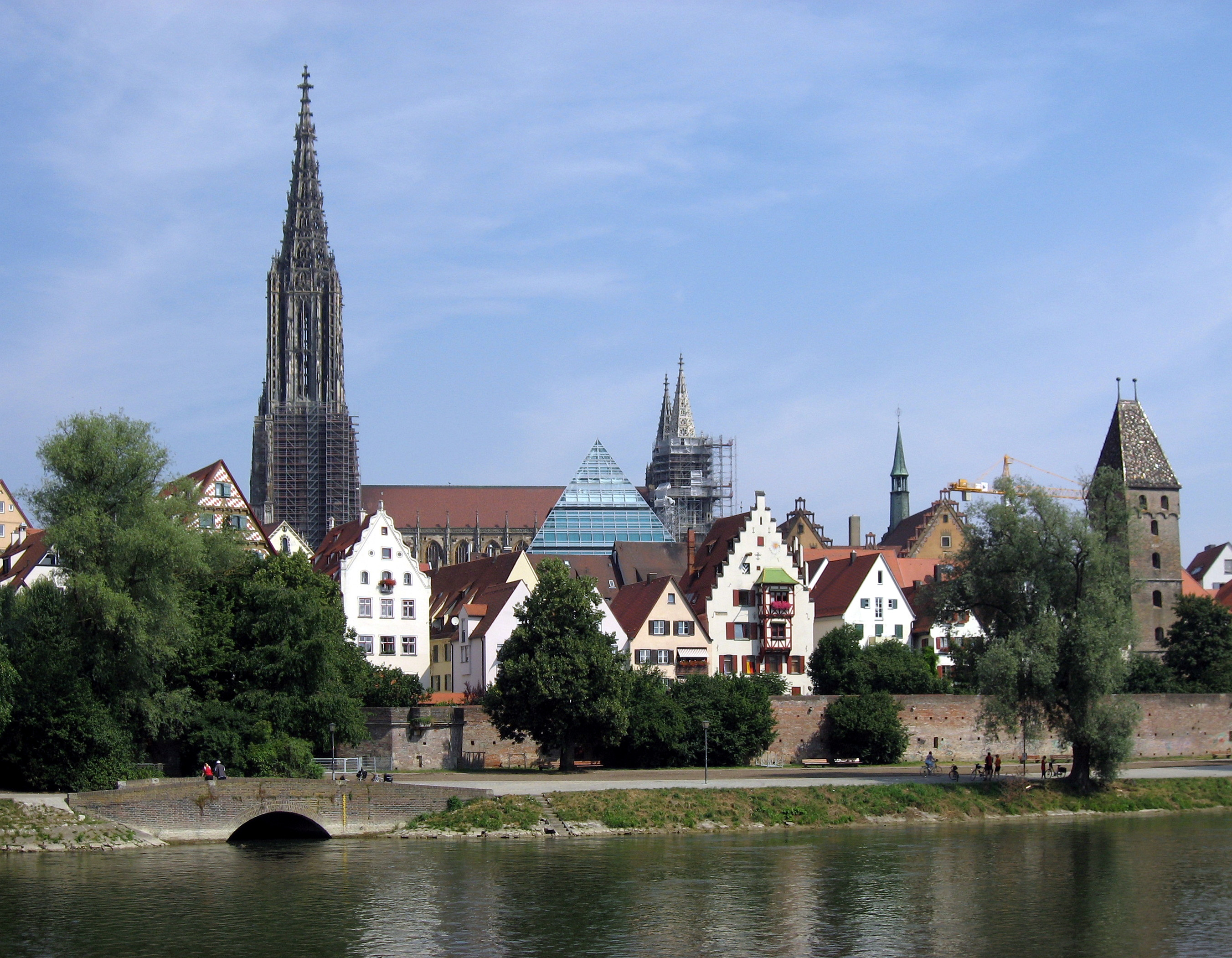
Der Donauradweg zwischen Flussufer und historischer Stadtmauer entlang der Ulmer Donaupromenade.

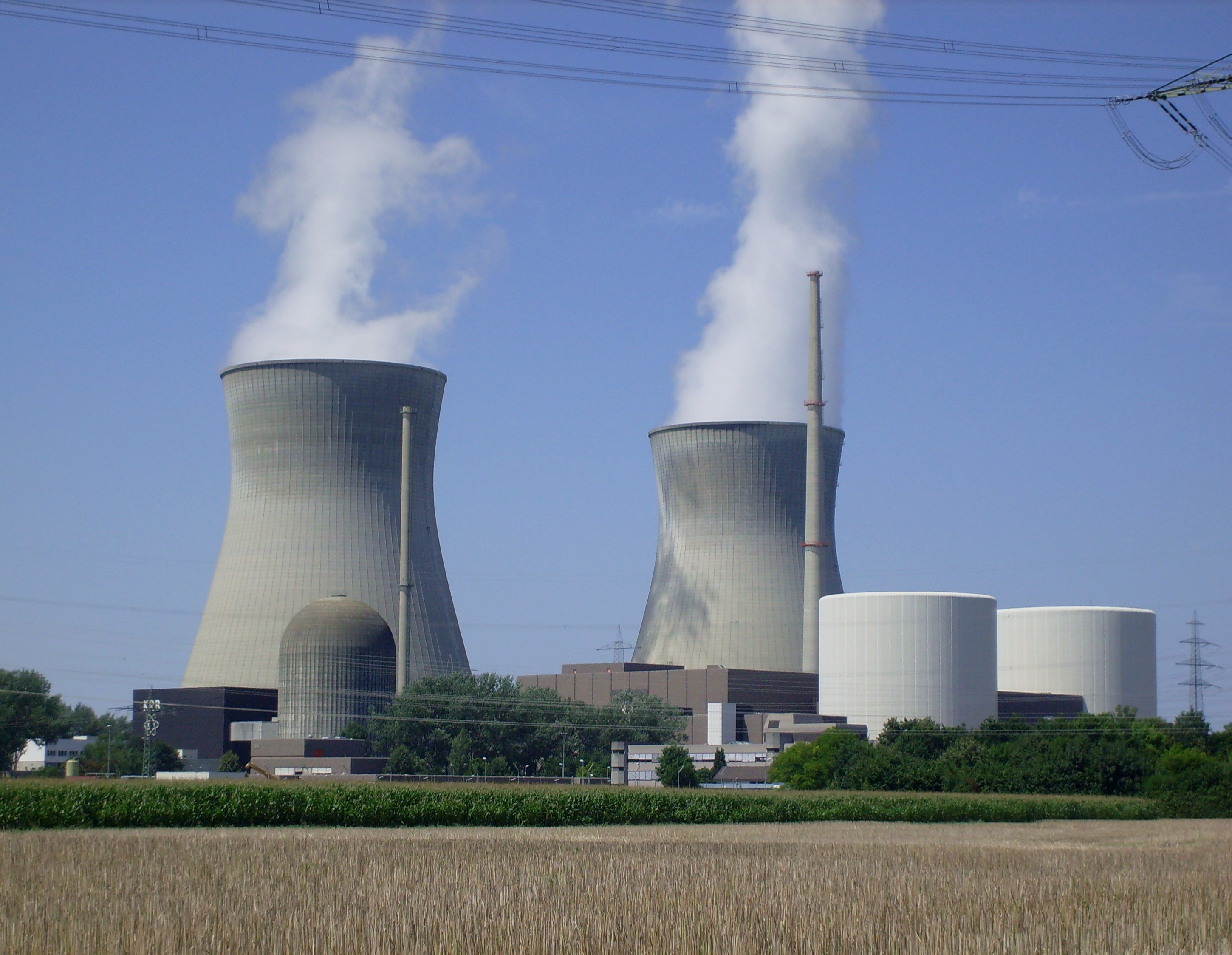
Von weit her entlang des Donauradweges in Bayerisch-Schwaben sichtbar ist das mächtige Ensemble der Kühltürme des Kernkraftwerkes Gundremmingen. Auch kommt eine neue Bezeichnung und Beschilderung des Radweges auf: Via Danubia nennt sich der bayrische Abschnitt zwischen Günzburg und Passau.

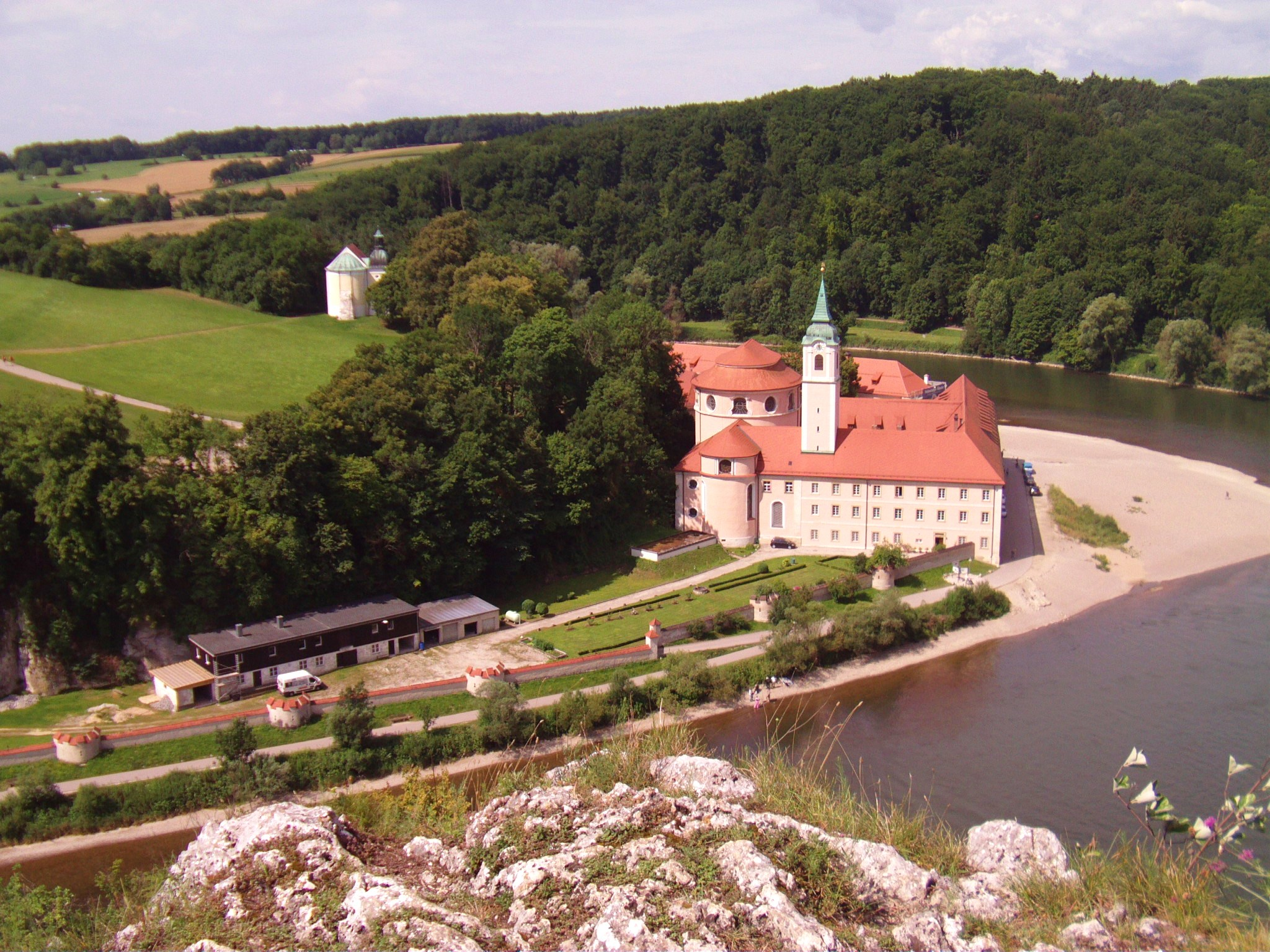
Bei der Benediktinerabtei Kloster Weltenburg wird erneut ein Donaudurchbruch erreicht, die Weltenburger Enge. Der Donauradweg wird steiler und entfernt sich vom Fluss, weil das Ufer hier beidseitig von mächtigen Felsformationen gesäumt ist. Manche auf dem Donauradweg bevorzugen für die nächsten Kilometer den dort regelmäßig verkehrenden Schiffsbetrieb und besteigen ein Donauschiff bis Kelheim.

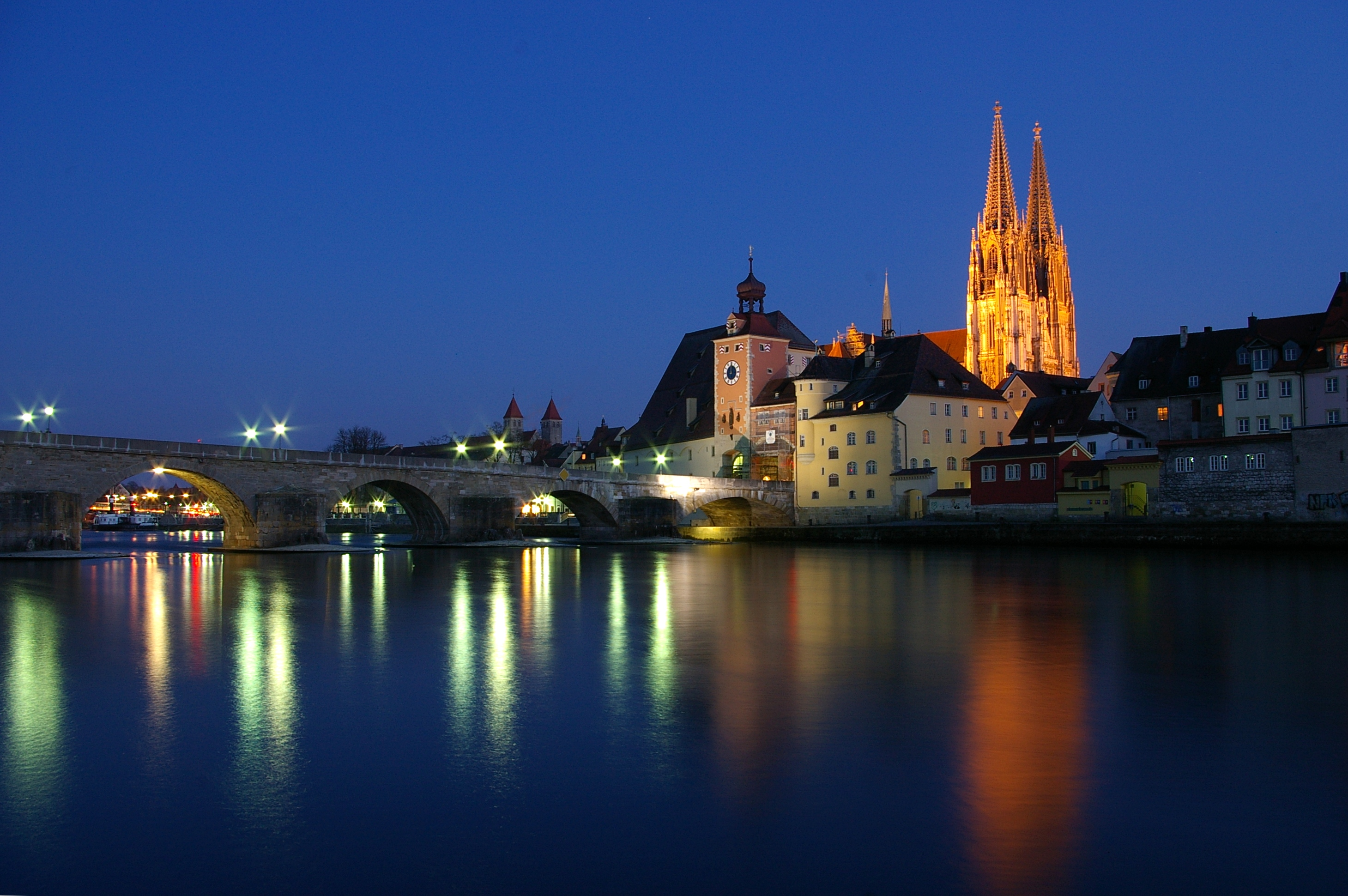
Die Steinerne Brücke in Regensburg wird auf dem Donauradweg ebenfalls passiert, der nördlichste Abschnitt des Weges in Deutschland. Anschließend knickt der Radweg – wie die Donau selbst – in eine südöstliche Hauptrichtung ab.

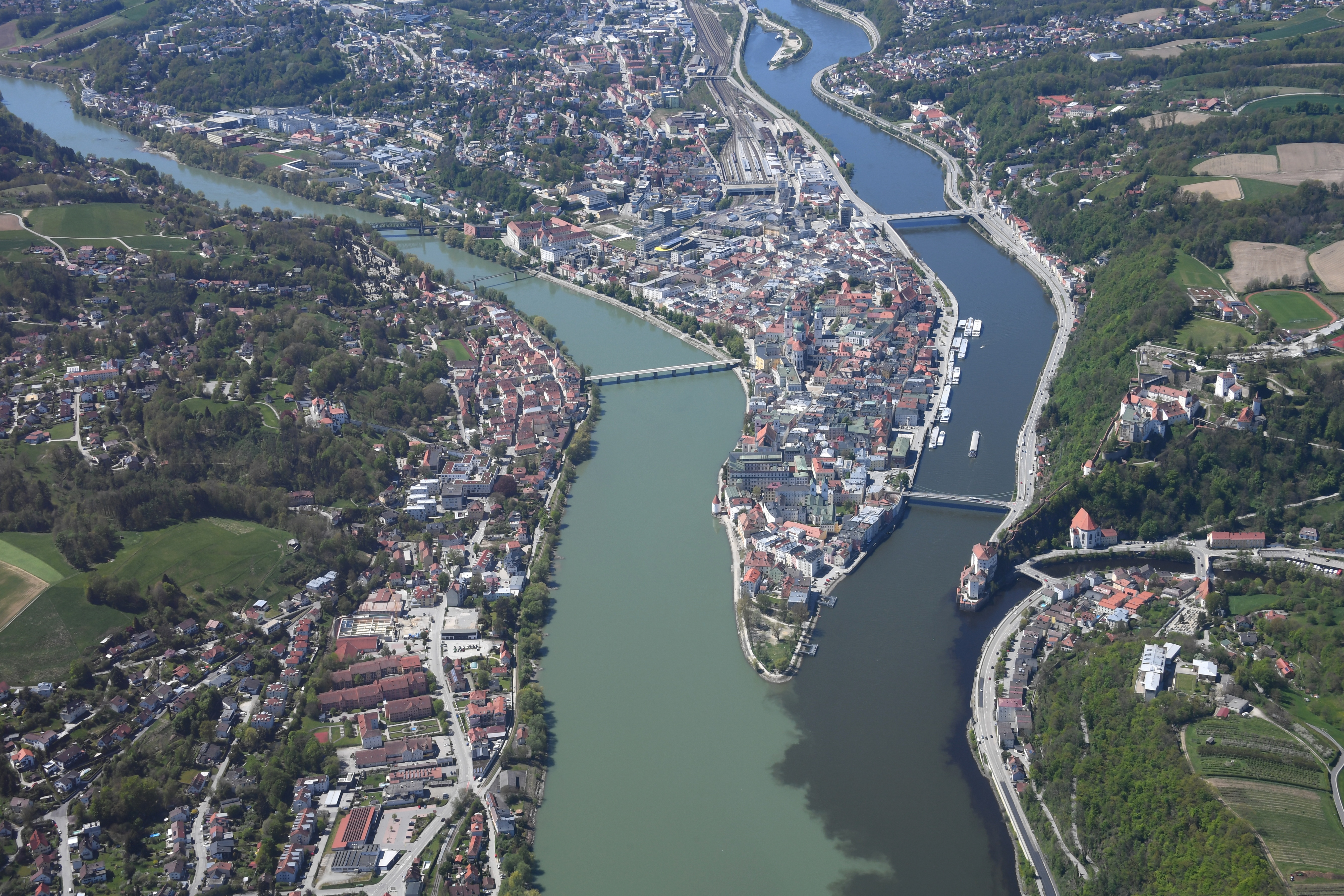
Die Dreiflüssestadt Passau – die letzte Etappe des Radweges in Deutschland

- Schloss der Herren von Enzberg in Mühlheim
- Burgruine Kallenberg
- Schloss Bronnen
- Knopfmacherfelsen
- Benediktinerkloster Beuron
- Petershöhle
- Benediktushöhle
- Burg Wildenstein
- Schloss Werenwag
- Burgruine Falkenstein
- Ruine Dietfurt
- Burgruine Neugutenstein
- Amalienfelsen
- Hohenzollernschloss Sigmaringen
- Schloss Scheer
- Schloss Bartelstein
- Barockkirche des Residenzstädtchens Scheer

Hinter Scheer verlässt die Donau die Schwäbische Alb und der Donauradweg verläuft durch die breiten Ebenen des oberschwäbischen Donautals. Über Riedlingen, Obermarchtal und Ehingen erreicht der Radwanderer Ulm (km 194,5) und verlässt dann das Bundesland Baden-Württemberg in Richtung Bayern.
Eine beliebte und auch ausgeschilderte Variante ab Ehingen ist die Wegstrecke durch das Blautal zum Blautopf mit den Orten Schelklingen, Blaubeuren und Blaustein, die in Ulm wieder auf den normalen Donauradweg zurückführt. Das Tal der Blau wurde von der Urdonau geformt. Als sich die Schwäbische Alb im Zuge der Auffaltung der Alpen hob, grub sich die Urdonau zunächst immer tiefer ins Gestein, bis sie sich schließlich doch ein Bett weiter südlich suchte.
Die landschaftlich ansprechendere Variante durch das Blautal berührt das Biosphärengebiet Schwäbische Alb, das 2009 von der UNESCO eingerichtet wurde. Die Wegführung folgt einer Schleife nach Norden, was 43,5 Streckenkilometer zwischen Ehingen und Ulm ergibt; der direktere Normalweg über Erbach ist dagegen zehn Kilometer kürzer.

### Abschnitt durch Bayern
Der Donauradweg führt in Bayern zunächst durch Bayerisch-Schwaben. Das große Naturschutzgebiet Schwäbisches Donaumoos flankiert über eine weite Strecke den Weg. Über Elchingen, Günzburg, Dillingen und Höchstädt führt der Weg nach Donauwörth. Die Region Oberbayern ist in Ingolstadt erreicht (km 352). Mit dem Kloster Weltenburg, Kelheim und Regensburg (km 443) kommt der Radfahrer in Niederbayern und der Oberpfalz an. Nach Wörth an der Donau, Straubing, Plattling und Vilshofen an der Donau geht es nach Passau (km 595,5). Unterhalb von Passau überqueren Donau und Radweg die Grenze zu Österreich. Unterhalb von Obernzell bietet eine begehbare Staustufe die Möglichkeit, den Grenzübertritt mit der Donauquerung zu verbinden.

### Weitere Anschlüsse ans Landes- und Fernradwegenetz
Es bestehen beim Donauradweg einige Anschluss- und Abzweigmöglichkeiten zum weiteren süddeutschen Radwegenetz:
Bereits in Donaueschingen führt der Heidelberg-Schwarzwald-Bodensee-Radweg sowohl vom Bodensee, als auch vom Schwarzwald zum Donauradweg heran. In Tuttlingen erreicht der Hohenzollern-Radweg den Donauradweg und führt nördlich an den Neckar, südlich an den Überlinger See weiter. In Sigmaringen kreuzt der Schwäbische-Alb-Radweg und führt entweder südlich ebenfalls zum Bodensee oder nordwestlich über die Schwäbische Alb nach Nördlingen.
Fast sternförmig zweigen gleich vier lange Radwege auf der Höhe von Ulm und Neu-Ulm ab:
- der Alb-Neckar-Radweg über die Schwäbische Alb
- der Hohenlohe-Ostalb-Weg über die Ostalb nach Bayern
- der Iller-Radweg ins Allgäu
- der Radwanderweg Donau-Bodensee durch Oberschwaben

Bei Offingen zweigt der Kammeltal-Radweg entlang der Kammel durch den Schwäbischen Barockwinkel nach Süden ab; in Gundremmingen startet der Mindeltal-Radweg als Flussroute ebenfalls nach Süden entlang der Mindel.
Der Abschnitt des Radfernweges zwischen Bad Gögging und Passau (216 km) in Bayern erinnert an die römische Zeit, stößt vor Regensburg auf den Obergermanisch-Raetischen Limes und nennt sich lateinisch Via Danubia. Er ist als solcher ausgeschildert.
- in Donauwörth ergibt sich ein Anschluss an die Via Claudia Augusta (Radweg als auch antike Römerstraße)
- an der Mündung des Lech bei Marxheim zweigt der Lechradweg Richtung Süden ab
- in Neustadt an der Donau ist ein Abzweig zur Hallertauer Hopfentour.
- In Kelheim verbindet sich der Donauradweg mit dem Altmühltal-Radweg. Auch dort kann man, ähnlich wie ab Ehingen, einen Abschnitt der Urdonau erkunden.
- In Kelheim stößt auch der Deutsche Limes-Radweg und der Fünf-Flüsse-Radweg zur Donau.
- In Deggendorf mündet der Isar-Radweg in den Donauradweg.
- In Passau führen der Tauernradweg und der Inn-Radweg zum Donauradweg.

## Österreich

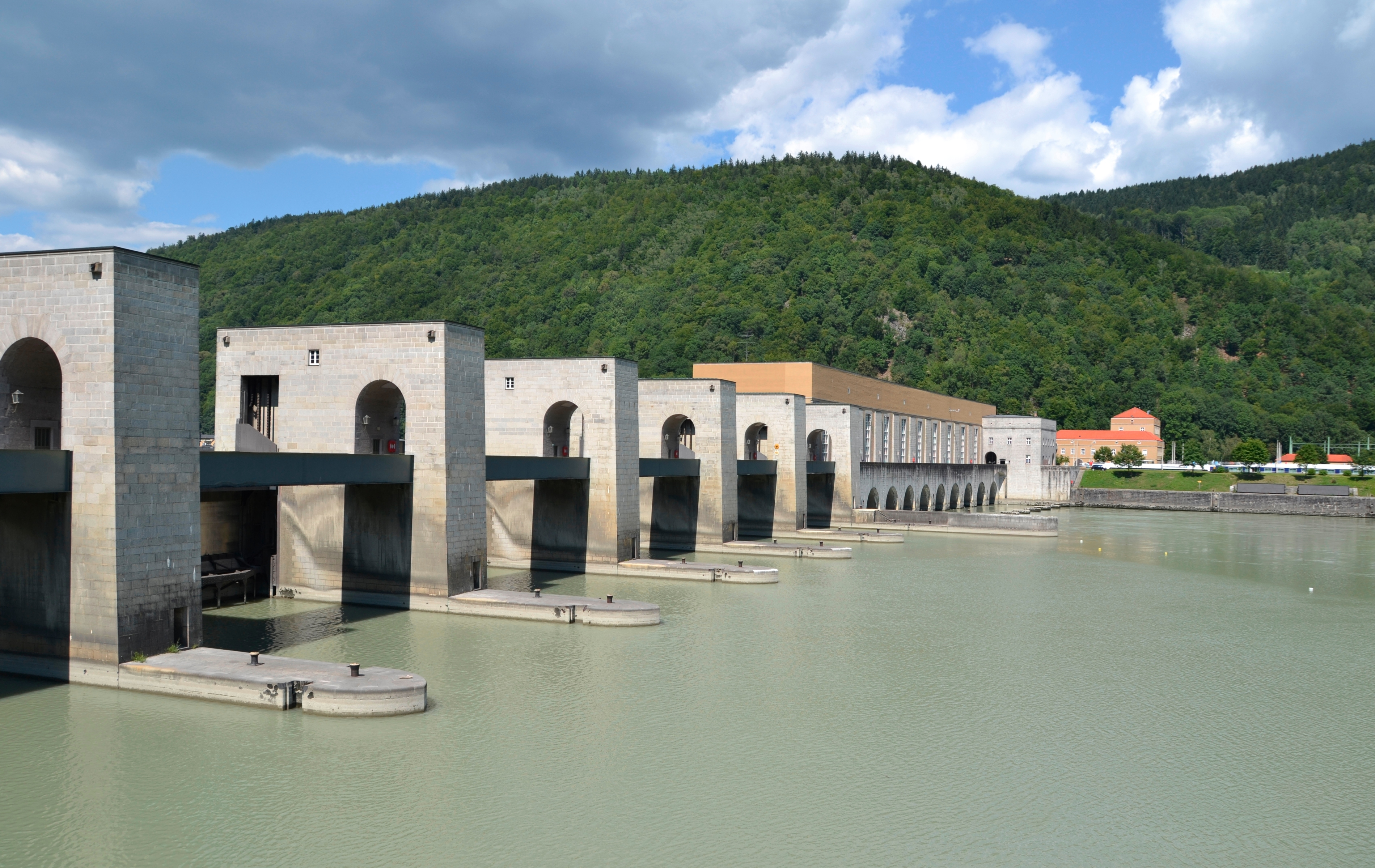
Beim Kraftwerk Jochenstein bildet die Donau die deutsch-österreichische Grenze.

### Geschichte
Die Entstehung des Radtourismus entlang der Donau kann in der ersten Hälfte der 1980er Jahre festgemacht werden. Ende der 1970er Jahre gingen klassische Erholungsurlaube zurück, Touristen reisten vermehrt motorisiert an und das oberösterreichische Donautal kann beispielhaft für diese touristische Wendezeit herangezogen werden.
In den 1980er Jahren wurde der Urlaub mit dem Fahrrad immer beliebter. Wege, sogenannte Treppel- und Treidelpfade, die einst für Fracht-Schiffszüge genutzt wurden, wurden ausgebaut, Beschilderungsmaßnahmen durchgeführt und Streckenabschnitte erweitert. Somit begann die Ära des Radtourismus an der Donau. Vater des Donauradweges ist der Journalist Paul Pollack. Er publizierte in den frühen 80er Jahren in der Tageszeitung Kurier eine Artikelserie, in der er den Radfernwanderweg Passau–Wien bereits unter dem Begriff „Donauradweg“ propagierte. Gegen den Widerstand der Behörde (damals Bundesstrombauamt) setzte er durch, dass das bis dahin geltende Fahrverbot auf den Treppelwegen durch eine Novelle zum Wasserstraßengesetz aufgehoben wurde. Pollack hat in der Folge mehrere Führer über den Donauradweg verfasst.
Im Jahre 1984 publizierte der damalige Geschäftsführer der Tourismusregion Mühlviertel, Manfred Traunmüller, den ersten Radwege-Führer zum Donauradweg. Zu dieser Zeit wurden auch die ersten buchbaren Radtouren organisiert.
1991 wurde die Werbegemeinschaft Donau Oberösterreich gegründet, um die regionale Entwicklung voranzutreiben und gemeinsame Marketingmaßnahmen zu entwickeln. 42 Gemeinden sind heute Vereinsmitglieder. Unter diesen befinden sich unter anderem auch Linz, Passau sowie St. Nikola an der Donau.
2010 wurden an 17 Stellen des Donauradweges Radzählungen in Kombination mit einer weiteren Gästebefragung durchgeführt. Die Ergebnisse zeigen auf, dass 437.000 Radfahrer den österreichischen Donauradweg nutzen, davon 33 Prozent Urlauber, 33 Prozent Tagesausflügler und 34 Prozent Alltagsradler. Österreichs jährliche Wirtschaftserfolge, die lt. Studie durch Radreisende initiiert werden, liegen bei 71,8 Millionen Euro.
Der Donauradweg wird ständig weiterentwickelt und optimiert. Im Jahr 2014 wurde der Abschnitt zwischen Wesenufer und Schlögen fertig ausgebaut, um ein noch dichteres Wegenetz zu gewährleisten.

### Verlauf

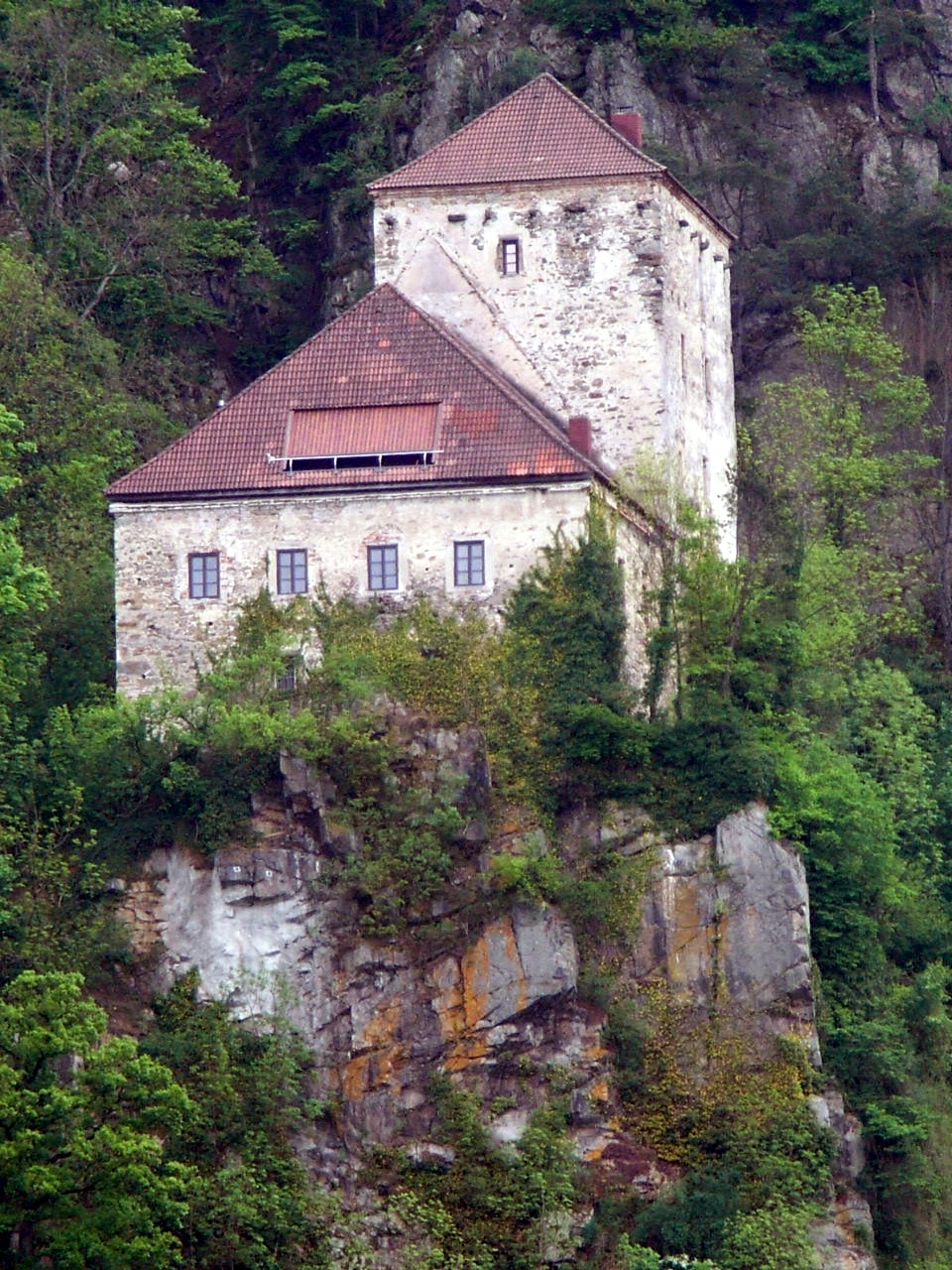
Burg Krempelstein

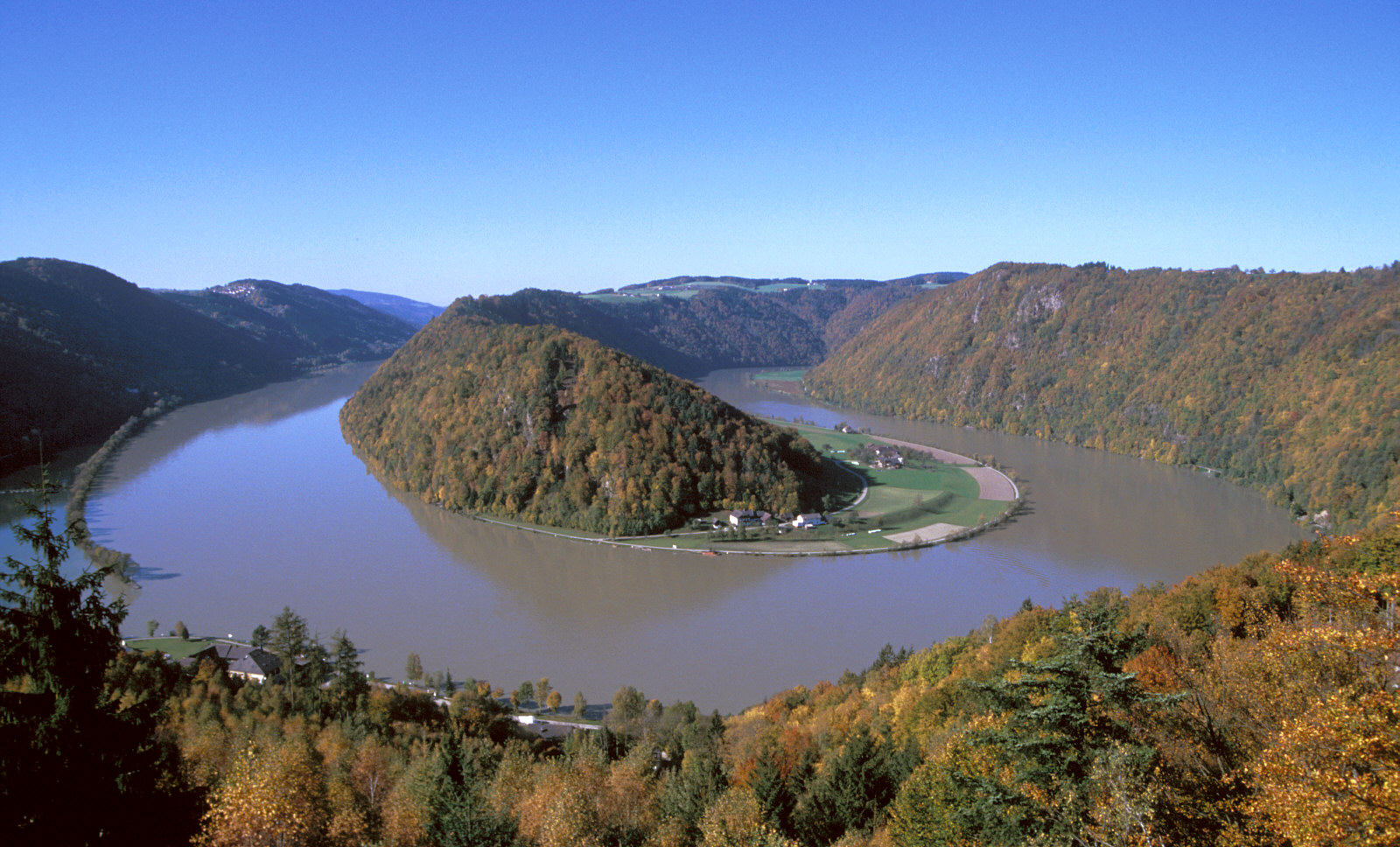
Schlögener Schlinge

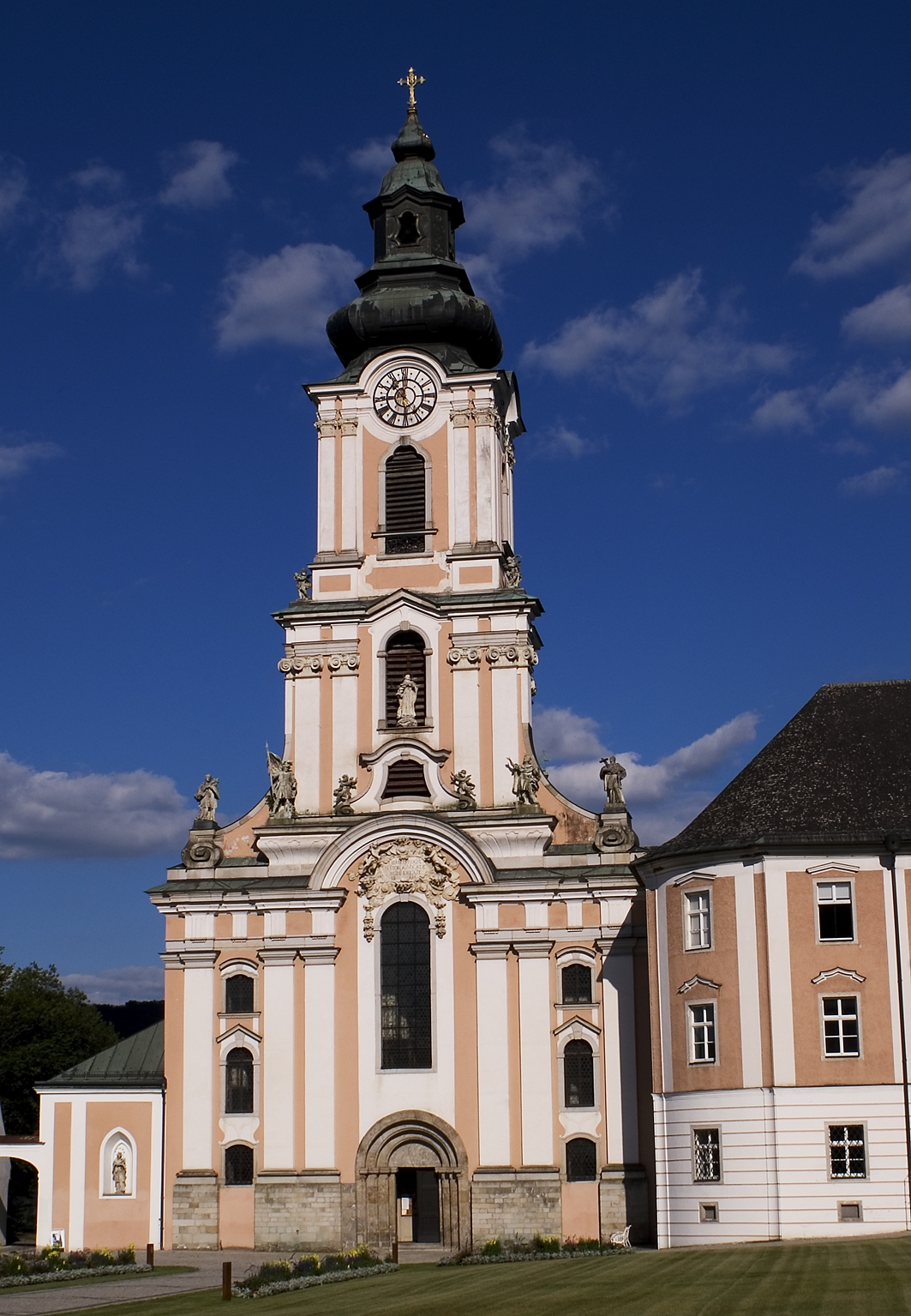
Stiftskirche Wilhering

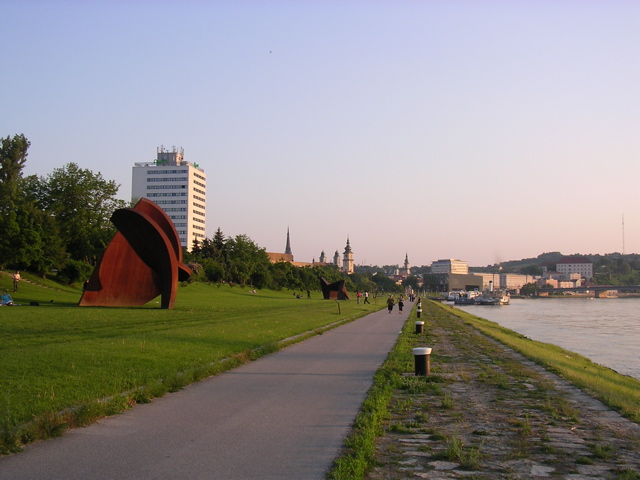
Linzer Donaulände

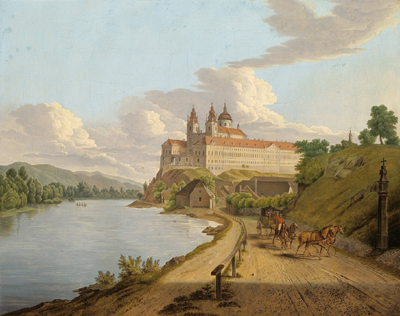
Historische Ansicht des 19. Jahrhunderts vom heutigen Donauradweg auf das Stift Melk

Der Abschnitt von Passau nach Wien ist nach dem Bodensee-Radweg die zweit-meistbefahrene Radroute Europas. Jährlich sind etwa 630.000 Radler auf dem österreichischen Donauradweg unterwegs, von denen etwa 55.000 die gesamten 326 Kilometer zurücklegen. Die Radreiseanalysen des ADFC, der seit 2010 auch auf dem österreichischen Abschnitt Zählungen durchführt, zeigen eine deutliche Steigerung der Anzahl an Radfahrern im Vergleich zu den Vorjahren. Ansprechend ist die Route wegen ihrer vielfältigen Landschaft und Kultur und weil die (je nach Kondition) drei bis sieben Tagesetappen eine gute Infrastruktur aufweisen. Entlang der Wegstrecke finden sich die 2011 errichteten, kostenlosen E-Bike Ladestationen sowie zahlreiche fahrradfreundliche Betriebe. Der weitere Verlauf des Radwegs von Wien Richtung Bratislava (etwa 70 km) und im weiteren Verlauf Ungarn führt am Nationalpark Donauauen vorbei und ist etwas weniger stark befahren.
Von Passau (313 m ü. A.) stromabwärts kann die Route rechts (südlich) oder links (nördlich) der Donau gewählt werden. Auf der Südroute empfiehlt sich ein Abstecher zum Schardenberg (600 m), dessen Aussichtswarte einen weiten Rundblick über das Alpenvorland bietet. Vor der Grenzstation bei Obernzell befindet sich die 800 Jahre alte Burg Krempelstein, der frühere Sitz der Rosenkreuzer. Es folgt die Burg Vichtenstein bei Kasten und man passiert das Donau-Kraftwerk Jochenstein, das 1952–56 gemeinsam von deutschen und österreichischen Kraftwerksbetreibern errichtet wurde. Nach der Raubritterburg Rannariedl und der Ortschaft Niederranna verläuft der Radweg vorbei am Ameisberg mit seinem Ferienpark, am Mühlviertler Donauland, durch die Schlögener Schlinge zum Eferdinger Becken. Das Stift Wilhering liegt vor der Flussenge am Kürnberger Wald.
Danach gelangt man zur oberösterreichischen Landeshauptstadt Linz (Kulturhauptstadt Europas 2009). Entlang des neu gestalteten Uferbereichs reihen sich das Lentos Kunstmuseum, das vis-á-vis liegende Ars Electronica Center, das Brucknerhaus, die Tabakfabrik und die nahe Altstadt mit Flaniermeile und Dom aneinander. Dieser Linzer Stadtraum an der Donau zeichnet sich durch ein „Open-Air-Ensemble moderner Kunst“ aus, das u. a. Kunstwerke von David Rabinowitch, Mathias Goeritz und Herbert Bayer umfasst. Auf der Weiterfahrt bietet die Route am linksufrigen Hochwasserdamm einen guten Blick über das Linzer Donauknie, das Industriegelände der VÖEST und die Wallfahrtskirche auf dem Pöstlingberg.
Der folgende Abschnitt lädt zu Besichtigungen von Mauthausen (KZ Mauthausen, Granitsteinbrüche), der Römerstadt Lauriacum und der Stadt Enns – hoch über der Mündung des gleichnamigen Flusses – ein. Nach dem fruchtbaren Machland mit dem Keltendorf Mitterkirchen folgt das Stift Ardagger. Die Stadt Grein besitzt gleich zwei touristisch sehr bedeutende Attraktionen: Das Stadttheater Grein (ältestes noch heute bespielbare Stadttheater Österreichs) und das herrschaftliche Anwesen von Schloss Greinburg mit seiner prachtvollen Innenausstattung sowie dem Oberösterreichischen Schifffahrtsmuseum. Dieser Teil der Strecke ist beidseitig entlang der Donau mit dem Rad befahrbar. Das südliche Donauufer ist auch als Mostviertler Donauradweg bekannt.
Dort beginnt auch der früher sehr gefährliche Strudengau mit dem Hauptort St. Nikola an der Donau, wo man früher eigene Lotsen auf die Schiffe holte. Heute gehört der Bereich zum Staubereich des nachfolgenden Kraftwerks und ist für die Schifffahrt problemlos befahrbar. Die Burgen Werfenstein und Freyenstein befinden sich am Beginn einer geraden Flussstrecke, wo von Norden das Waldviertler Yspertal mündet. Dieses ist auch als Tal der Sonnenuhren bekannt. In der Flussschlinge bei Persenbeug und Ybbs, die man sich auch von oben (südliche Flussterrasse) ansehen sollte, wurde in den 1950er Jahren das größte Laufkraftwerk Österreichs, das Kraftwerk Ybbs-Persenbeug, errichtet.
Nach Pöchlarn (Bechelaren in der Nibelungensage) unweit der Ostarrichi-Gedenkstätte von 996 gelangt man zu dem von weitem sichtbaren Benediktiner-Stift Melk mit seinen beiden Türmen, der barocken Bibliothek und dem Stiftsgarten. Von Melk führen Radwege beiderseits der Donau in das Durchbruchstal der Wachau (Wein- und Obstbau, mittelalterliche Kirchen, Kartause Aggsbach, Ruine Aggstein, Schiffermuseum, Dürnstein). Die Wachau endet bei der niederösterreichischen Stadt Krems, die mit einer Reihe von Ausstellungen, Museen und Befestigungswerken ausgestattet ist. Wein- und Naturfreunde sollten im Nachbarort Langenlois das Loisium besuchen und die imposante, aus Löss geformte Terrassen-Landschaft besteigen.
Nach dem Klosterberg von Stift Göttweig und den Burghügeln bei Hollenburg erreicht man vorbei an weiteren Kraftwerken das Flachland des Tullner Feldes, an dessen Beginn sich die sehr alte Siedlung Traismauer (das römische Augustianis) befindet. Südlich der Donau liegen bäuerliche Straßendörfer, nördlich beginnen die Donauauen mit zahlreichen Altarmen. Der Radweg führt über das Gelände des nie in Betrieb gegangenen Kernkraftwerks Zwentendorf. Bei Tulln (zwei Donaubrücken, Altstadt) kommt der Wienerwald in Sicht, an dessen Fuß die Burg Greifenstein und das Babenberger-Stift Klosterneuburg liegen. Durch die Wiener Pforte am Steilhang des Leopoldsberges kommt man nach Wien und befährt die Donauinsel, eine als Hochwasserschutz errichtete langgestreckte Insel, die als Event- und Erholungsgebiet sowie Naturreservat dient.
Der Donauradweg durchquert das Wiener Becken und man kann bei Orth eines der vielen Marchfeldschlösser und das Zentrum des Nationalparks Donau-Auen besuchen. Auf der Flussterrasse am Südufer liegt die Römerstadt Carnuntum bei Petronell mit mehreren Ausgrabungsfeldern und dem Heidentor. Von weitem sieht man im Osten die Hainburger Berge näherkommen, wo die Karpaten beginnen, und gelangt in die Stadt Hainburg mit dem Wiener- und dem Ungarntor. Am Stadtrand führt die Route am Schloss- und Braunsberg (Kelten-Ausgrabungen) und der Thebner Kogel vorbei zur Ungarischen Pforte – dem Übergang in die Ungarische Tiefebene. Gleich nach der österreichisch-slowakischen Grenze, wo die March in die Donau mündet, liegt Bratislava, die Hauptstadt der Slowakei.

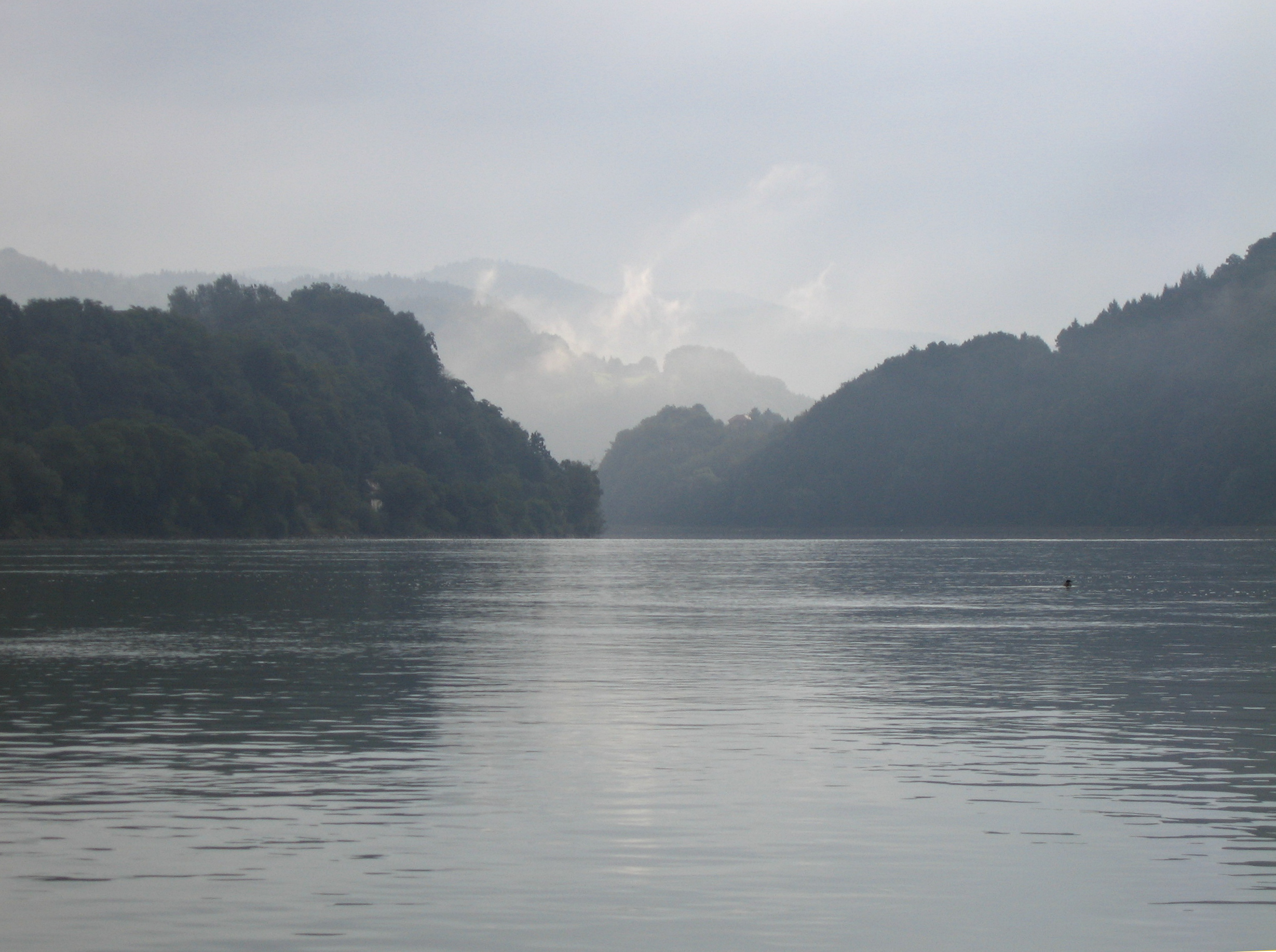
Strudengau
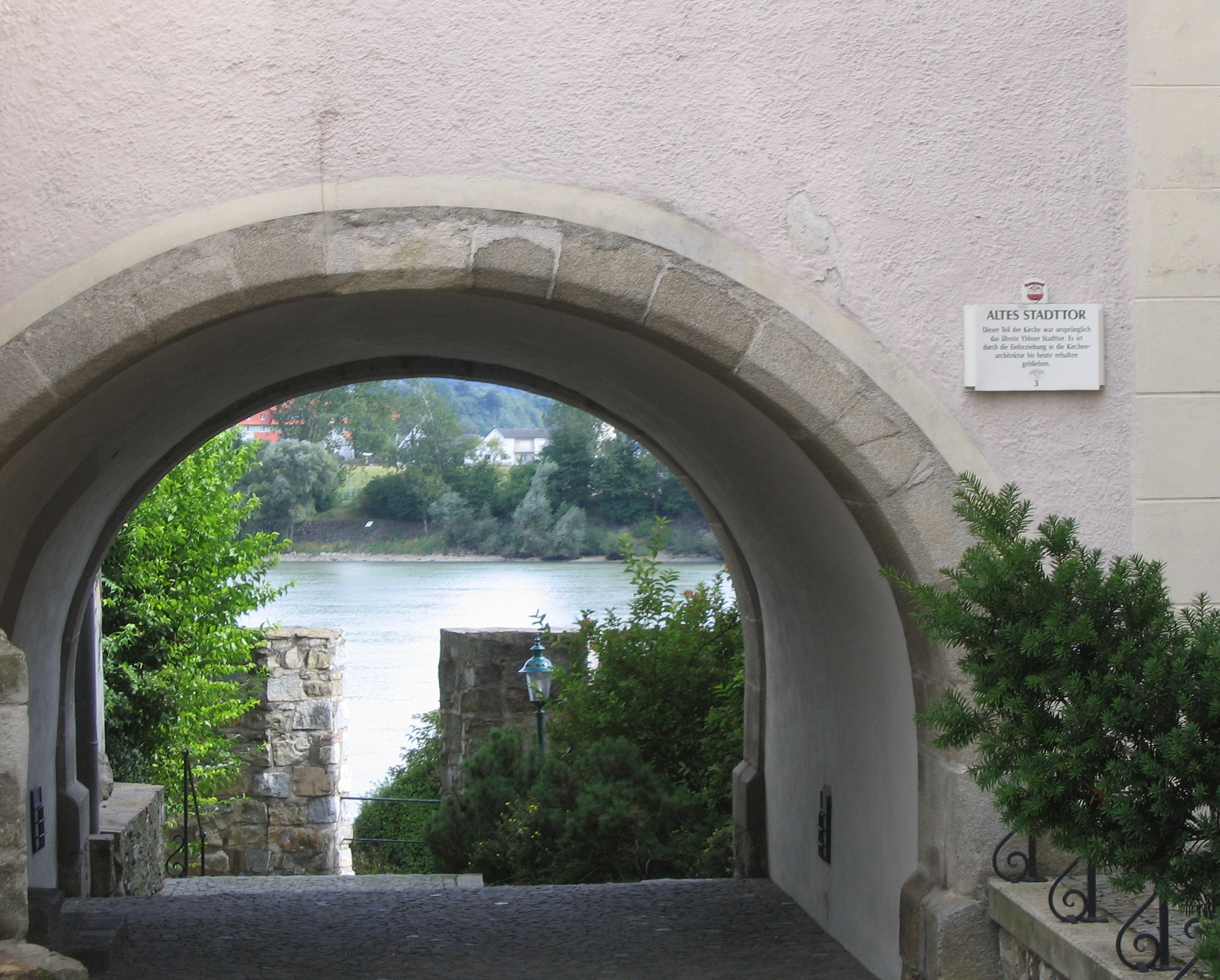
Ybbs, Blick durch altes Stadttor
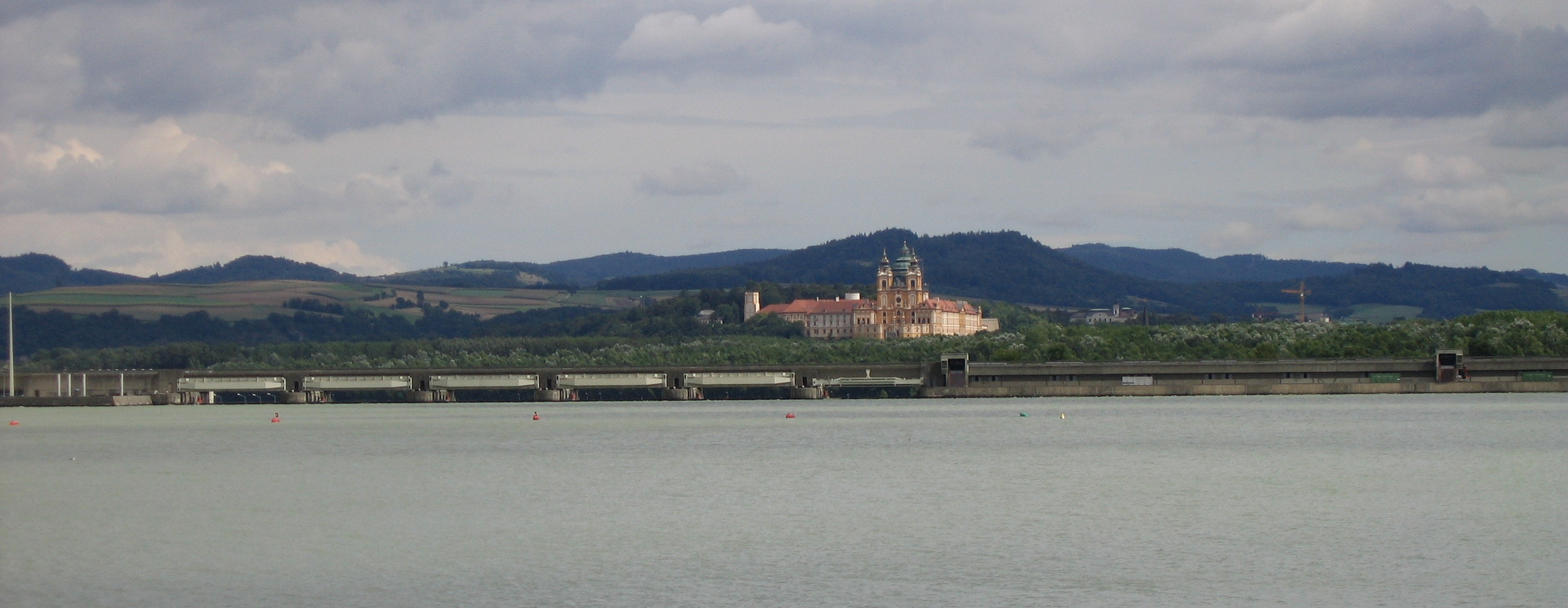
Donaukraftwerk und Stift Melk
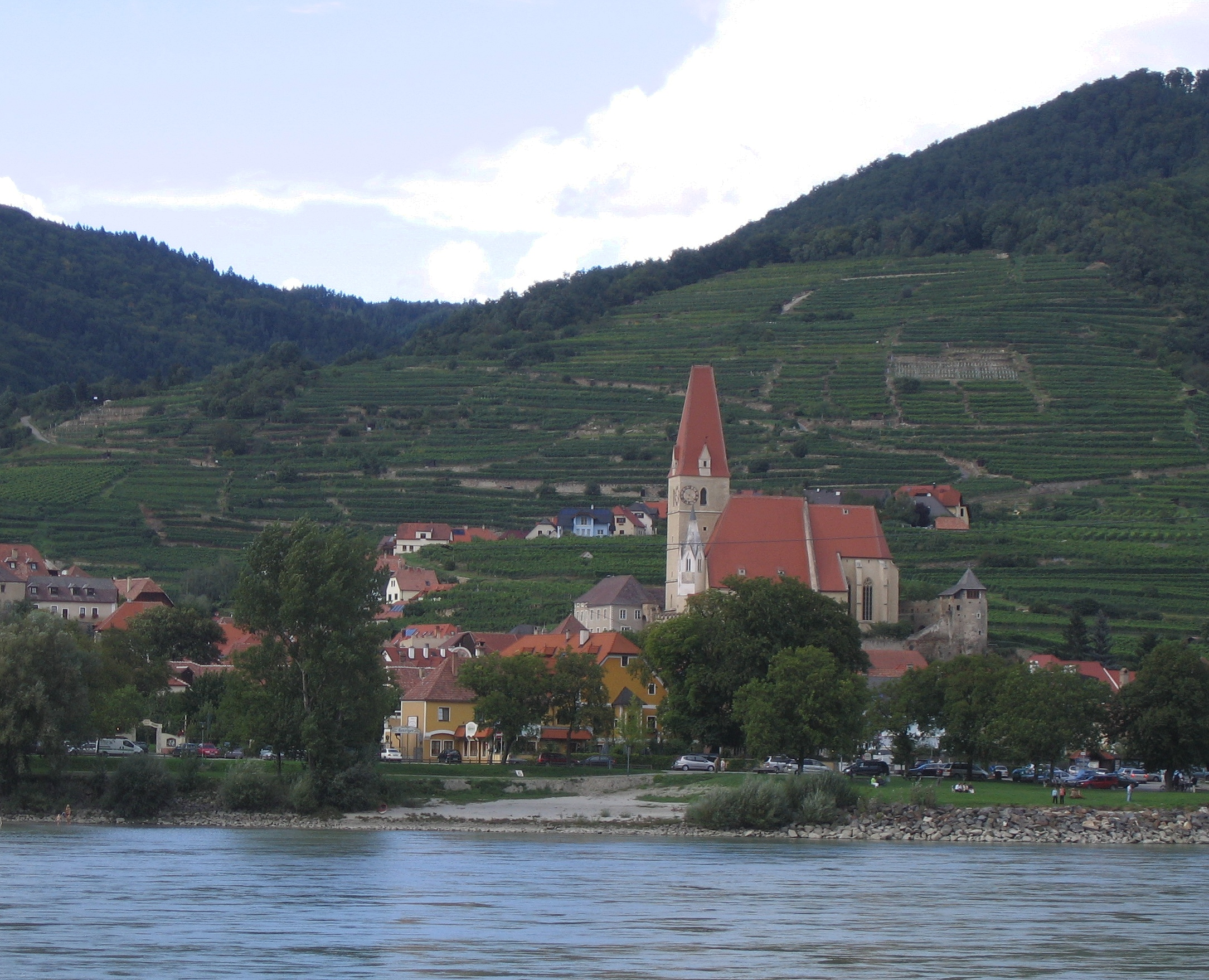
Weißenkirchen in der Wachau
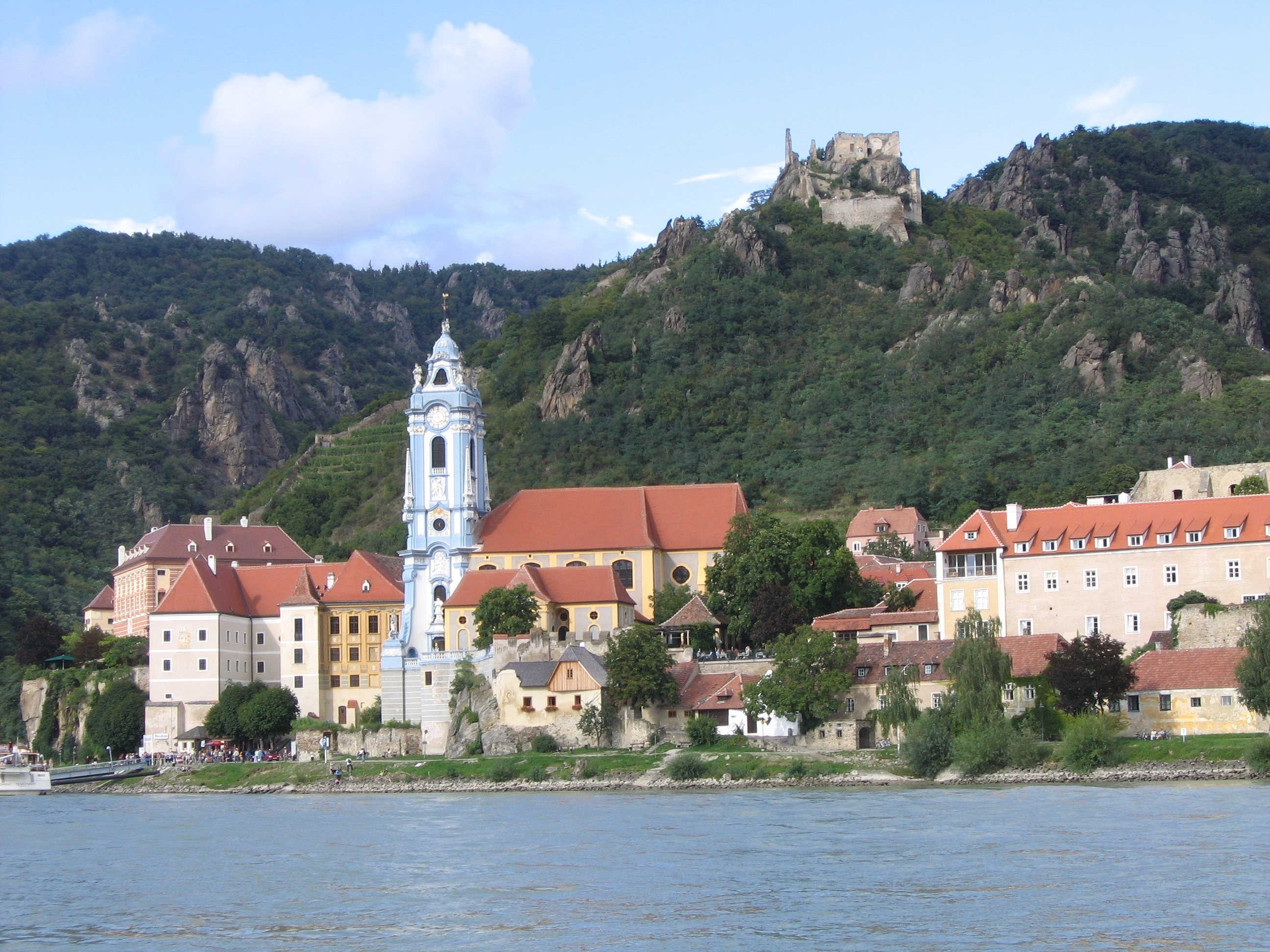
Dürnstein
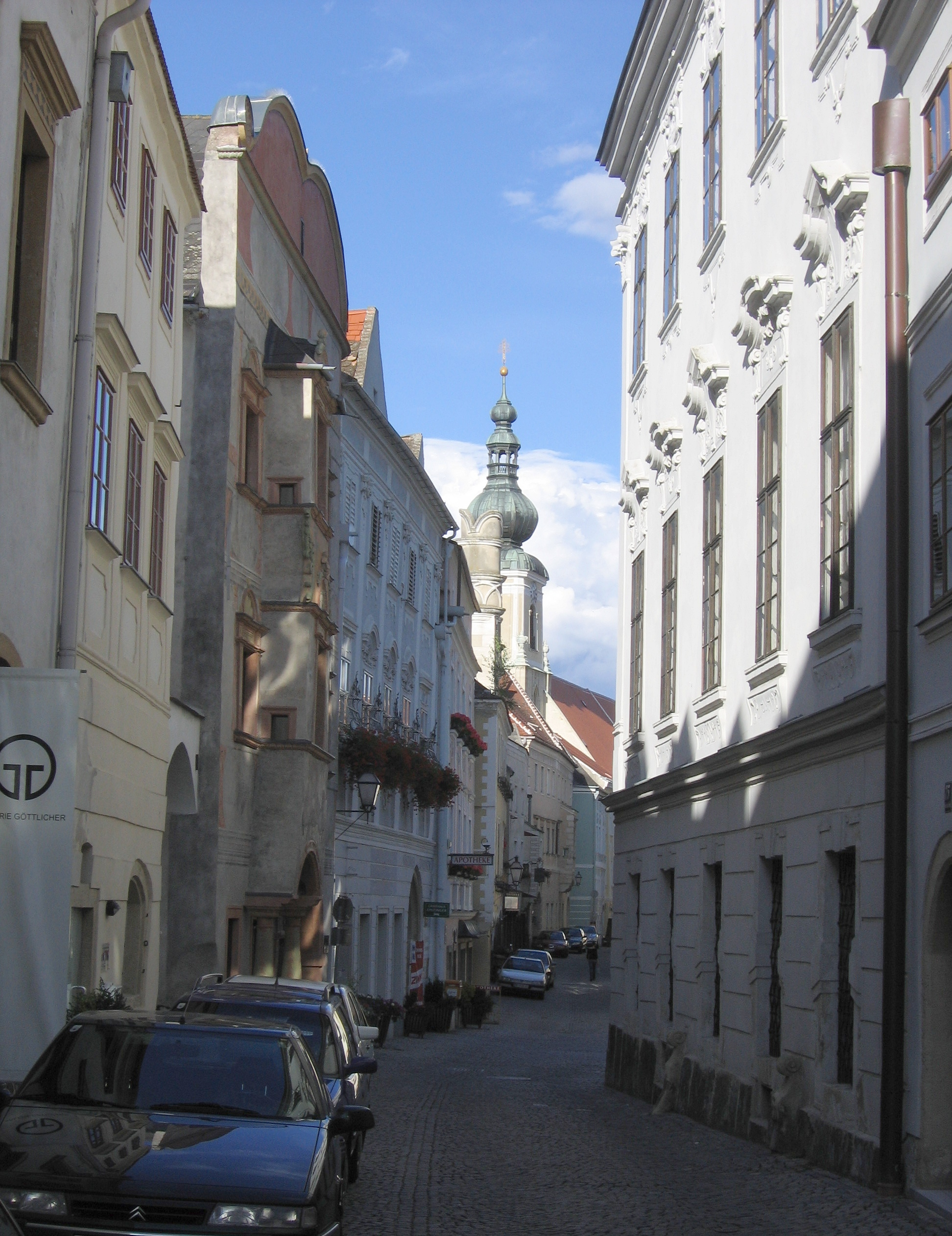
Ortsdurchfahrt durch Krems-Stein
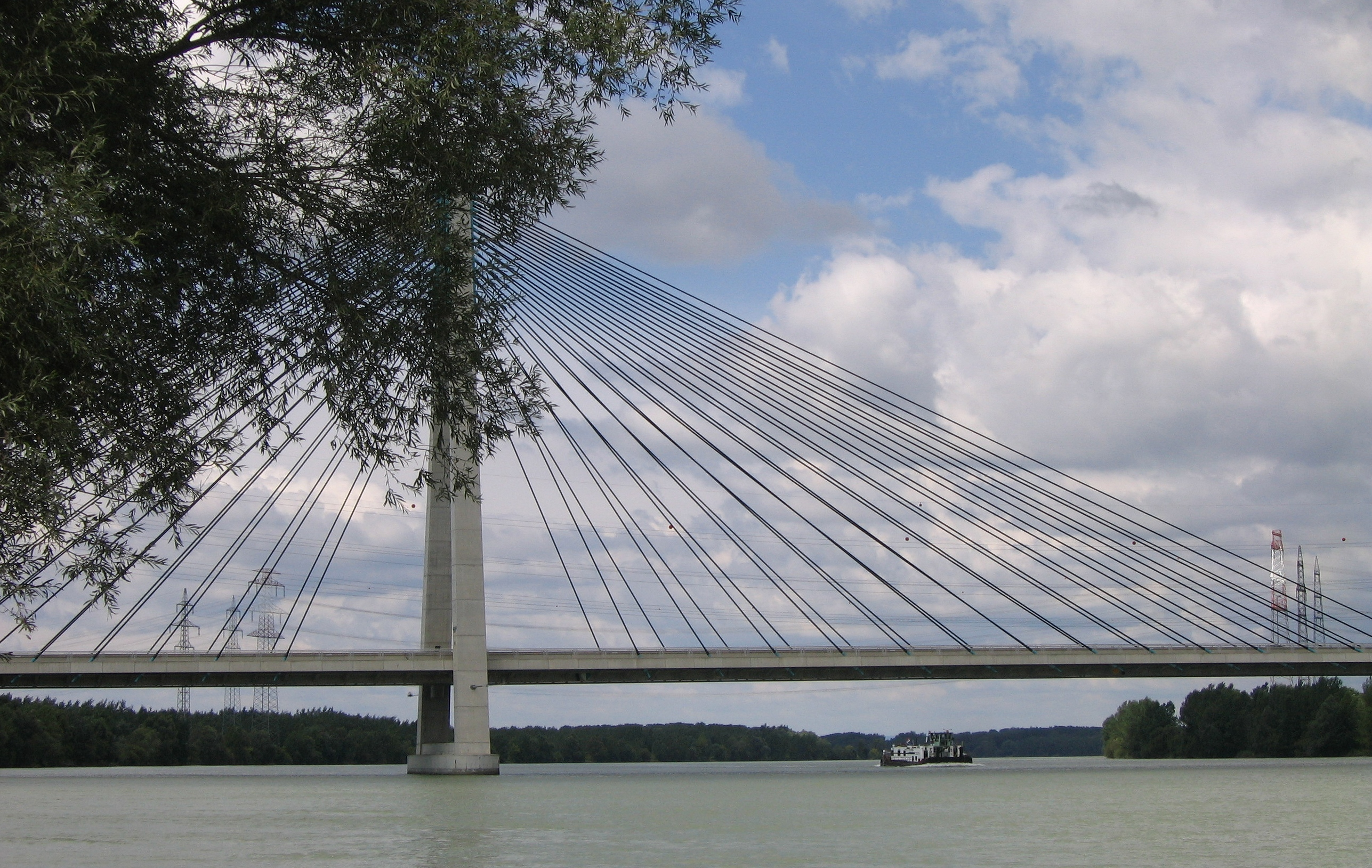
Donaubrücke bei Tulln
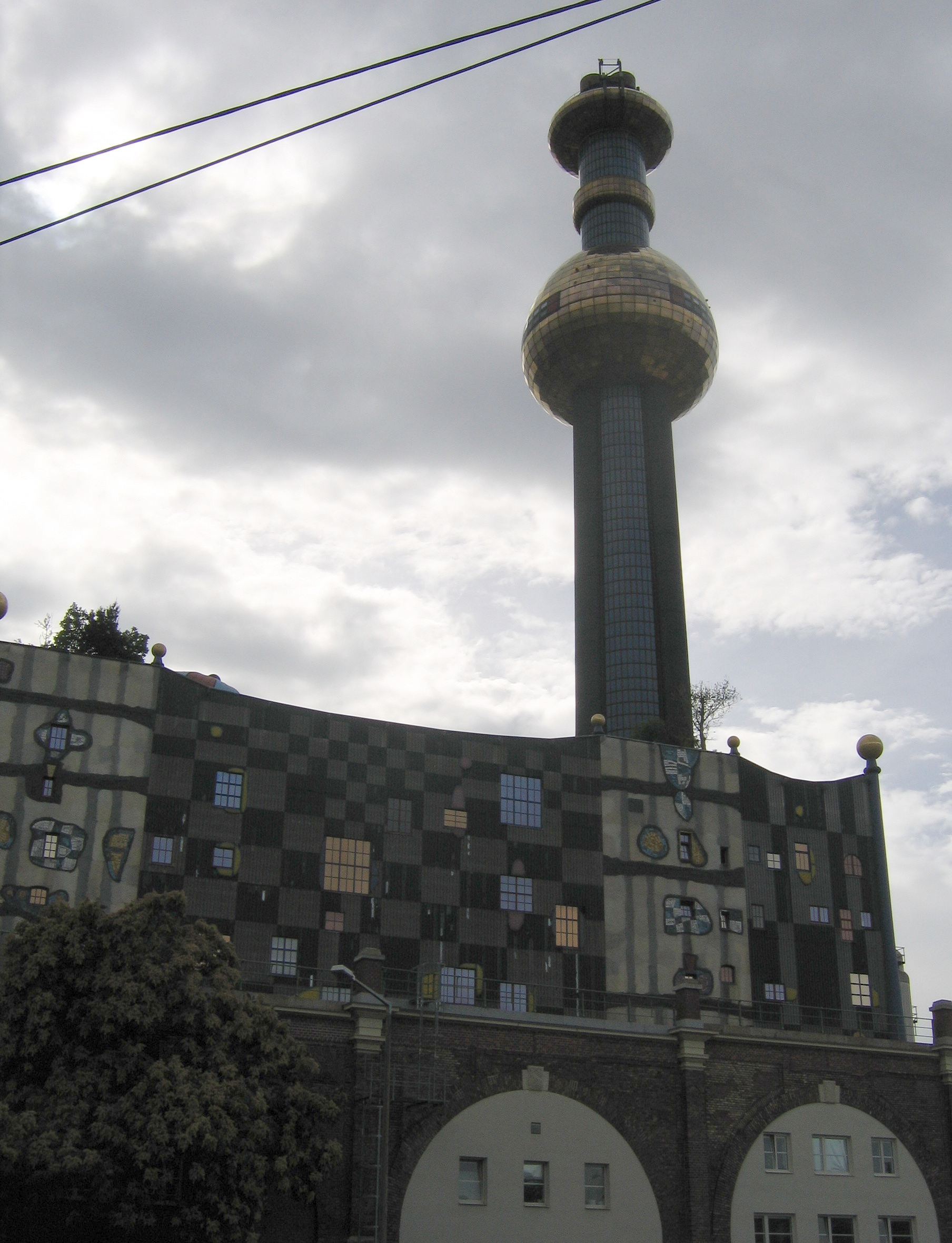
Wien, Fernheizwerk mit Bemalung von Friedensreich Hundertwasser
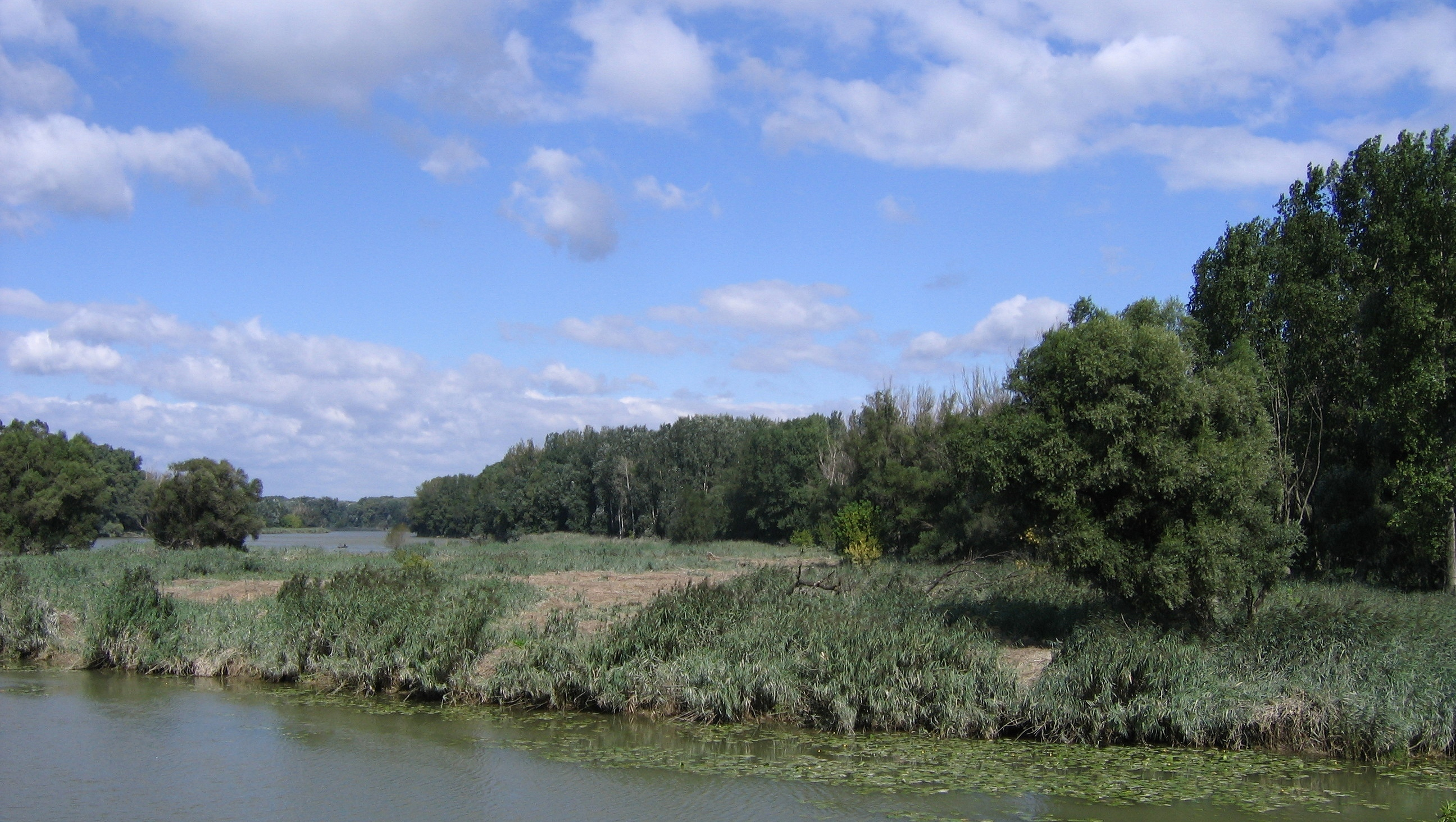
Auenlandschaft bei Wien
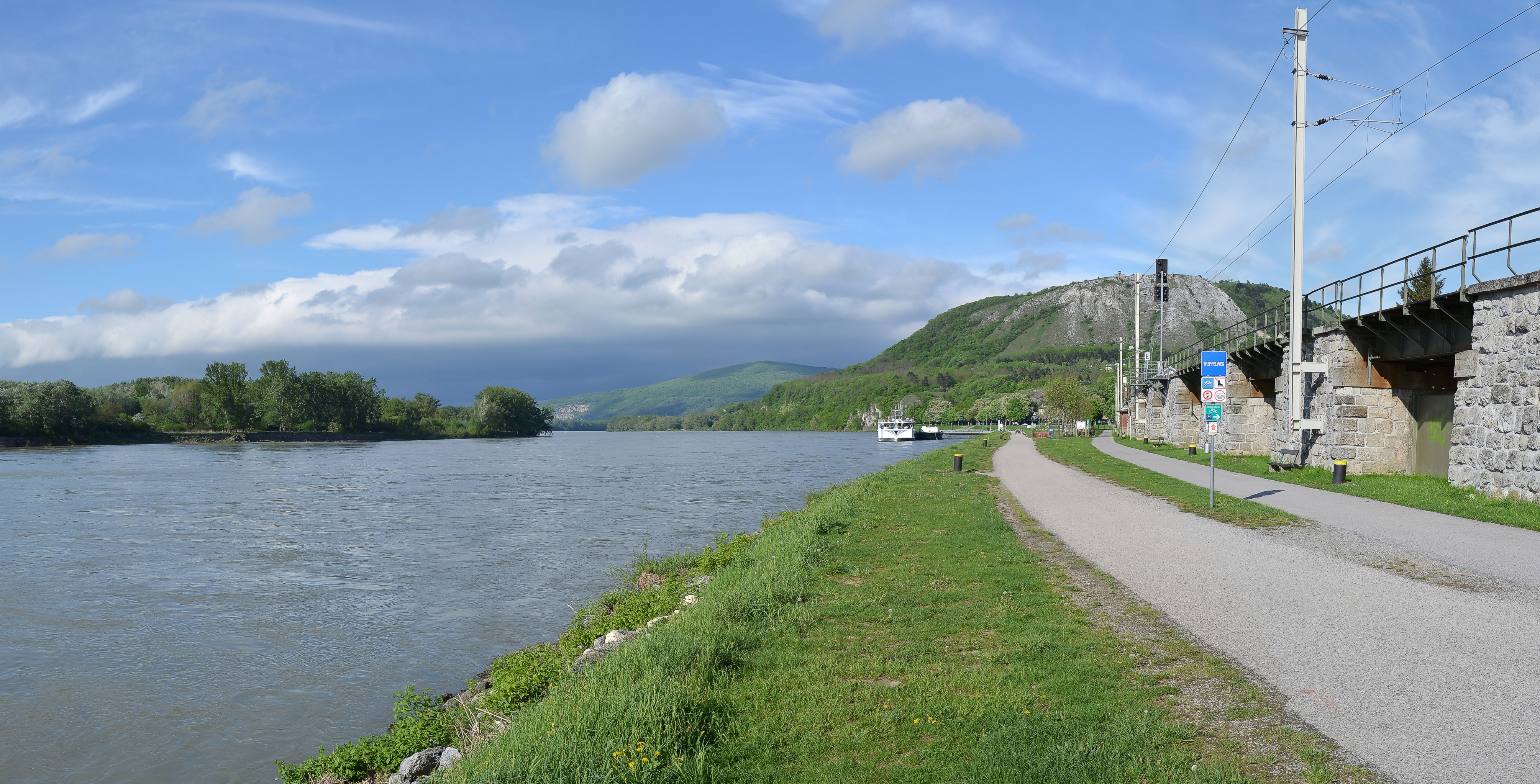
Donauradweg in Hainburg an der Donau

## Slowakei und Ungarn

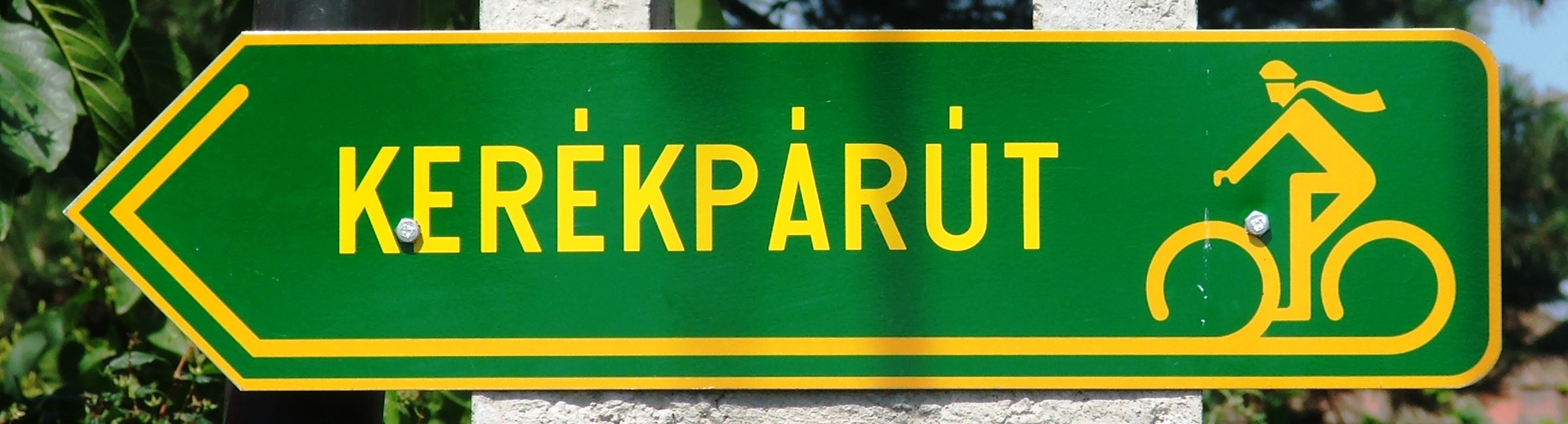
Ungarische Beschilderung der Radwege

Von Bratislava geht es auf slowakischer Seite durch die Kleine Ungarische Tiefebene über die Dämme der aufgestauten Donau bis zum Wasserkraftwerk Gabčíkovo und von dort zum Teil auf Schotterwegen bis Komárno. Der alternative Weg, auf ungarischer Seite bis Komárom, bewegt sich meist einige Kilometer abseits der Donau, bietet dafür jedoch die Möglichkeit, die Städte Mosonmagyaróvár und Győr zu besuchen. Von der Doppelstadt Komárom/Komárno geht es wahlweise auf slowakischer oder ungarischer Seite bis Esztergom, wobei der Weg auf ungarischer Seite über das ungarische Mittelgebirge führt. Am Donauknie bei Esztergom knickt der Weg ab Richtung Süden und führt über Szentendre bis Budapest.
Auf der Donauinsel Csepel führt der Weg aus Budapest. Bis nach Baja geht es meist abseits vom Straßenverkehr über Hochwasserdämme auf zum Teil unbefestigten Wegen. Von Baja aus gibt es zwei Alternativrouten. Die eine führt direkt zur serbischen Grenze, dann über Sombor nach Novi Sad. Die andere führt zunächst zu der kleinen Stadt Mohács, die durch die Schlachten von 1526 und von 1687 gegen das Osmanische Reich bekannt ist. Mit einer Fähre geht es dort auf die rechte Seite der Donau in Richtung kroatischer Grenze.

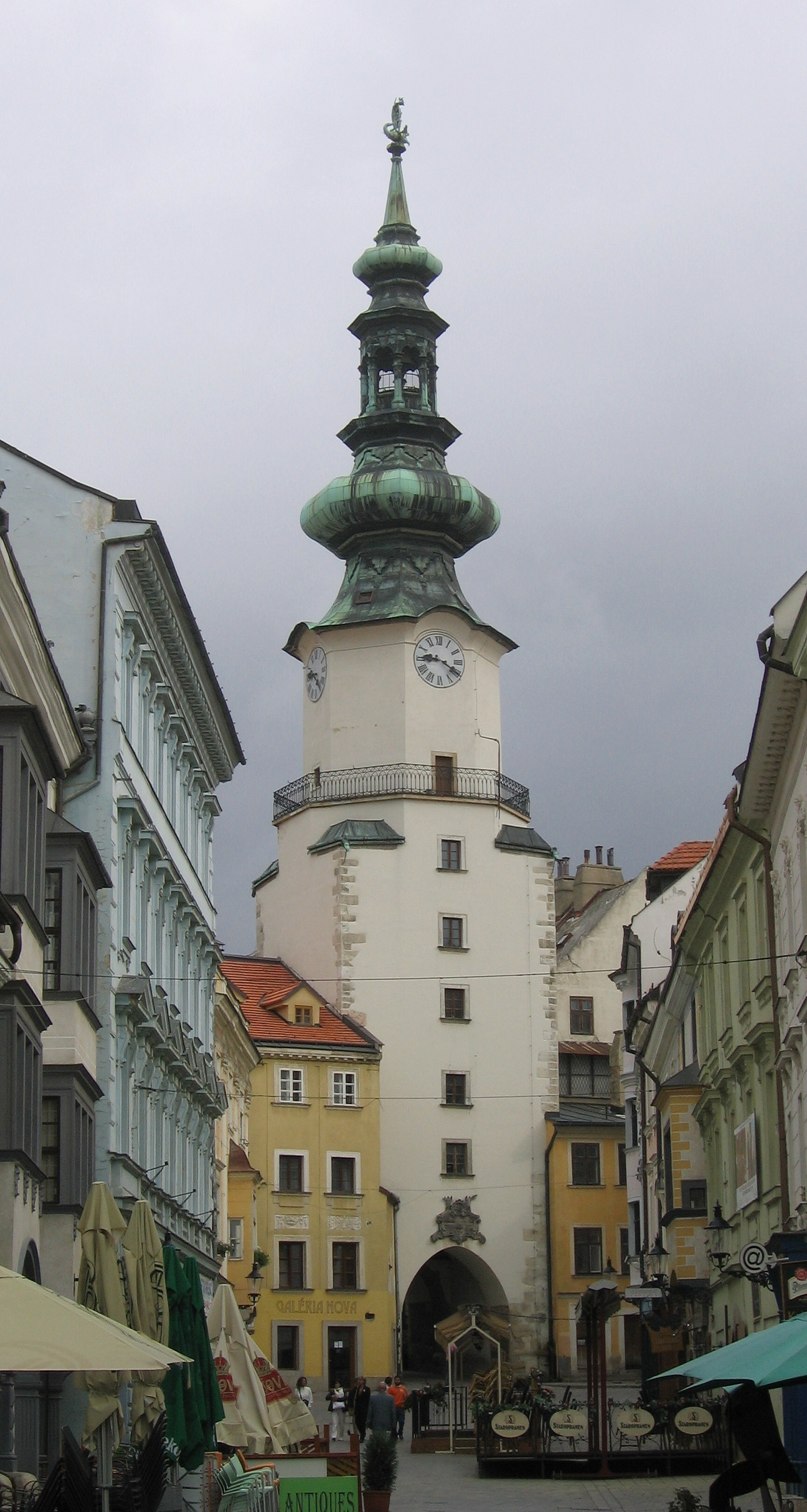
Bratislava, Michaelertor
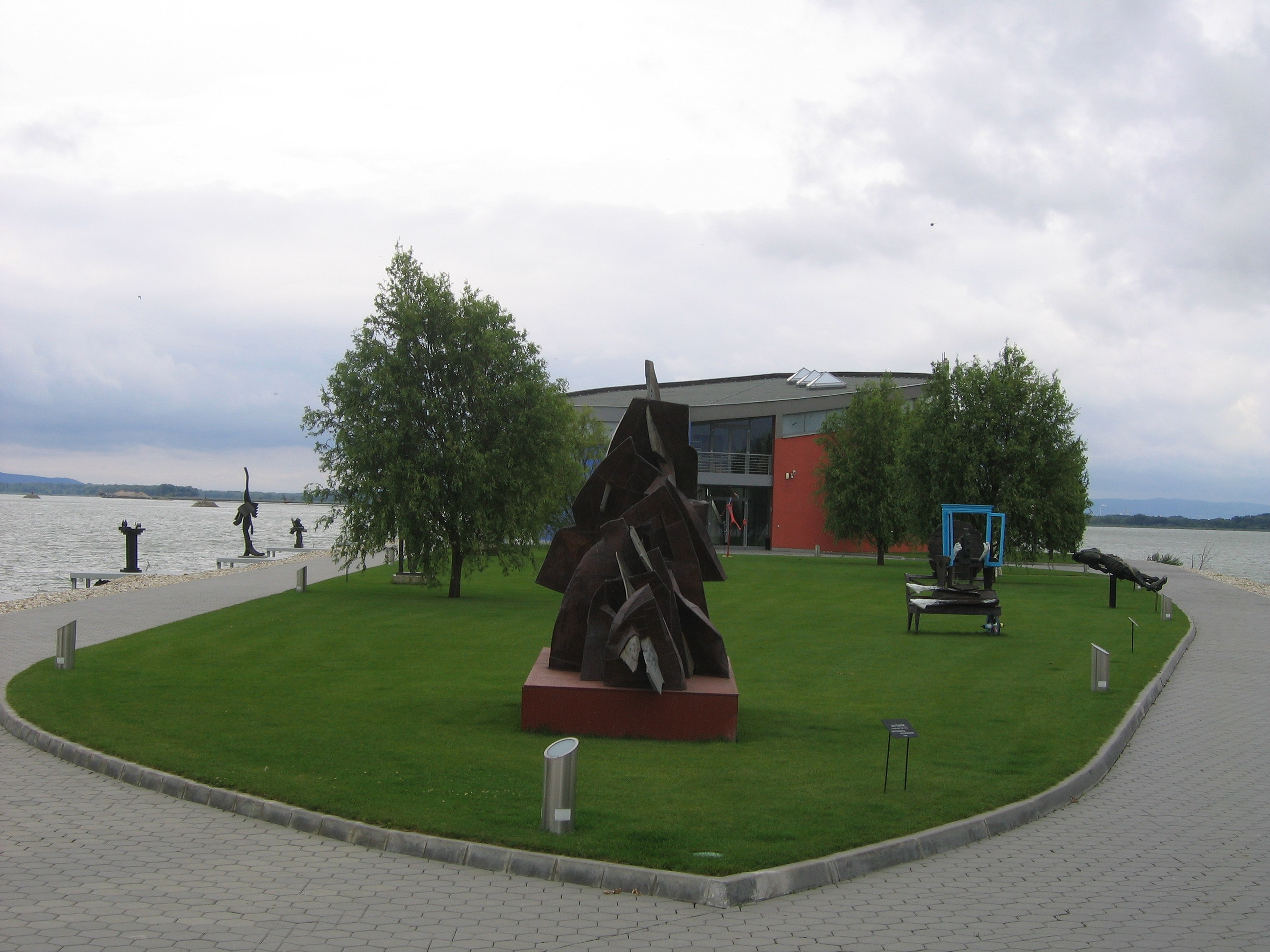
Danubiana Meulensteen Art Museum bei Čunovo
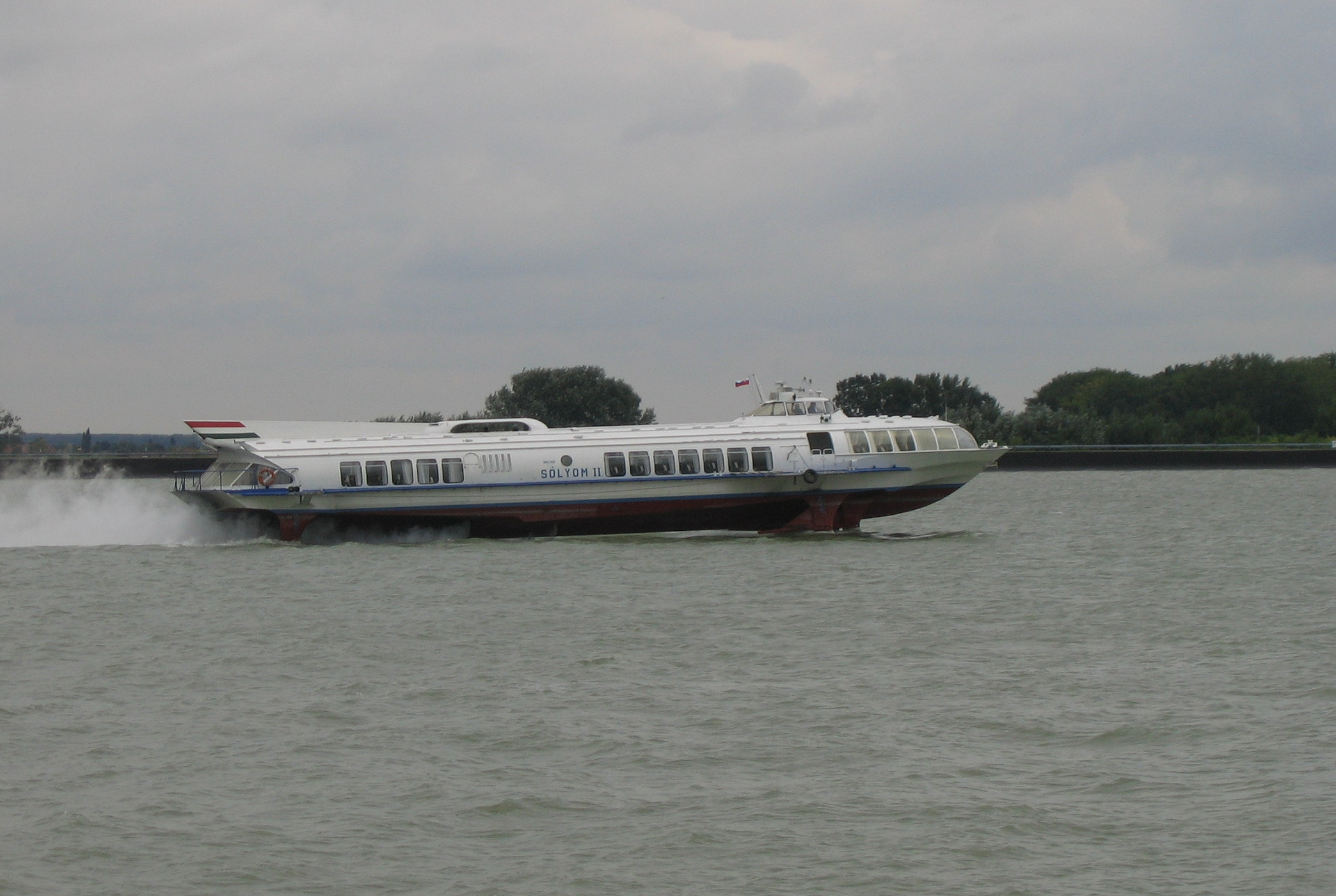
Begegnung auf der slowakischen Donau
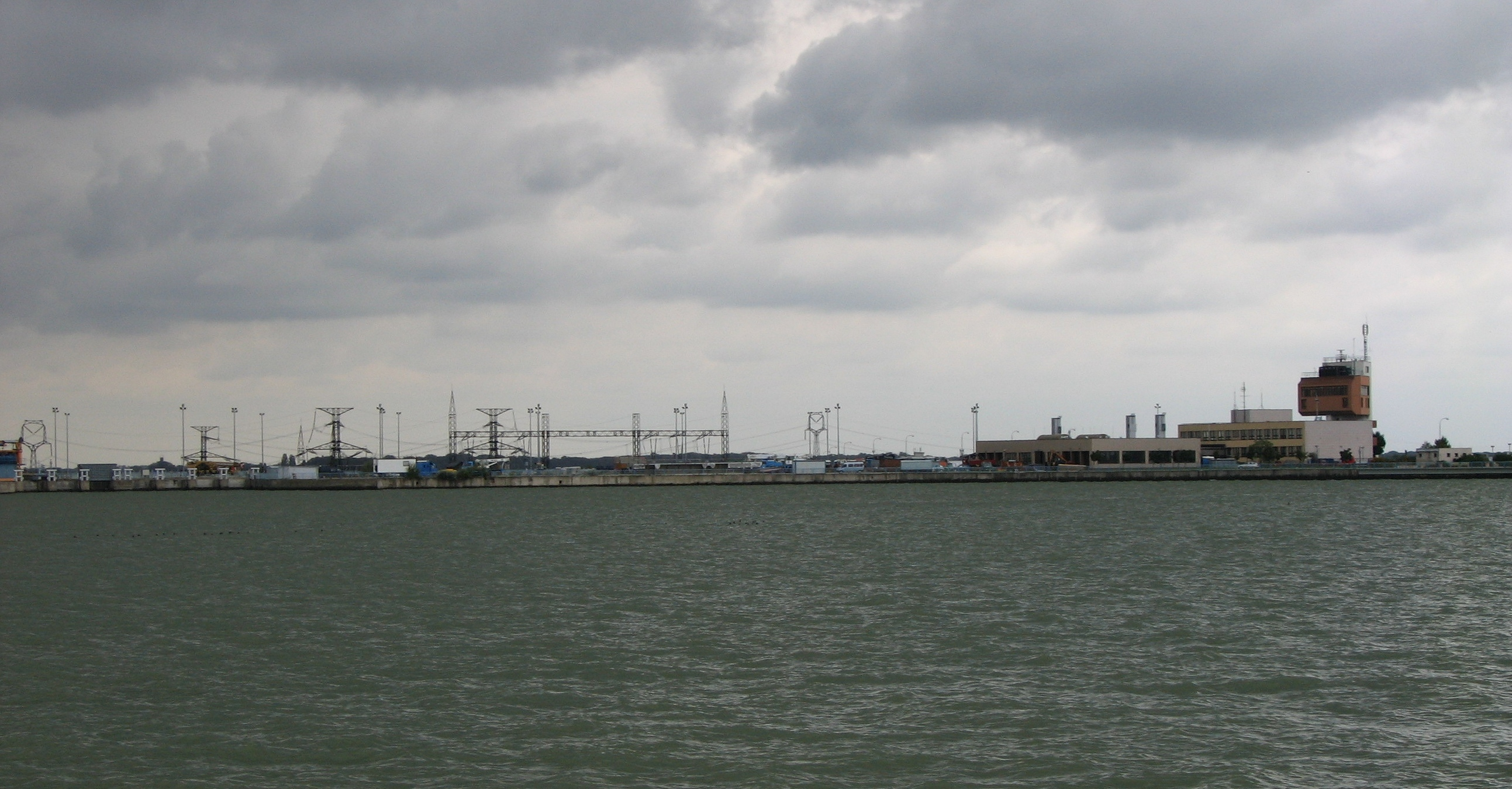
Aufgestaute Donau und Kraftwerk bei Gabčíkovo
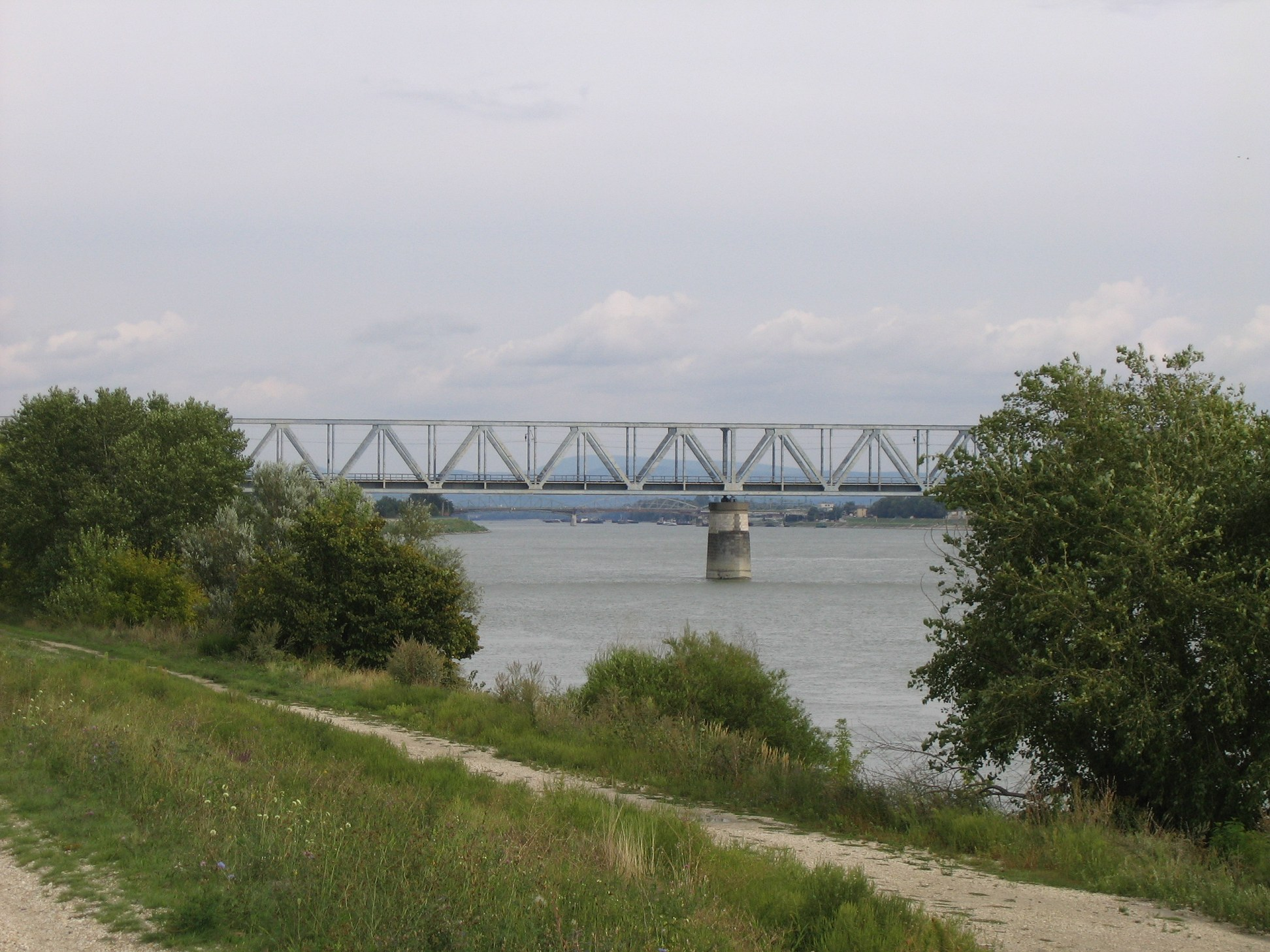
Schotterweg und Eisenbahnbrücke bei Révkomárom/Komarno
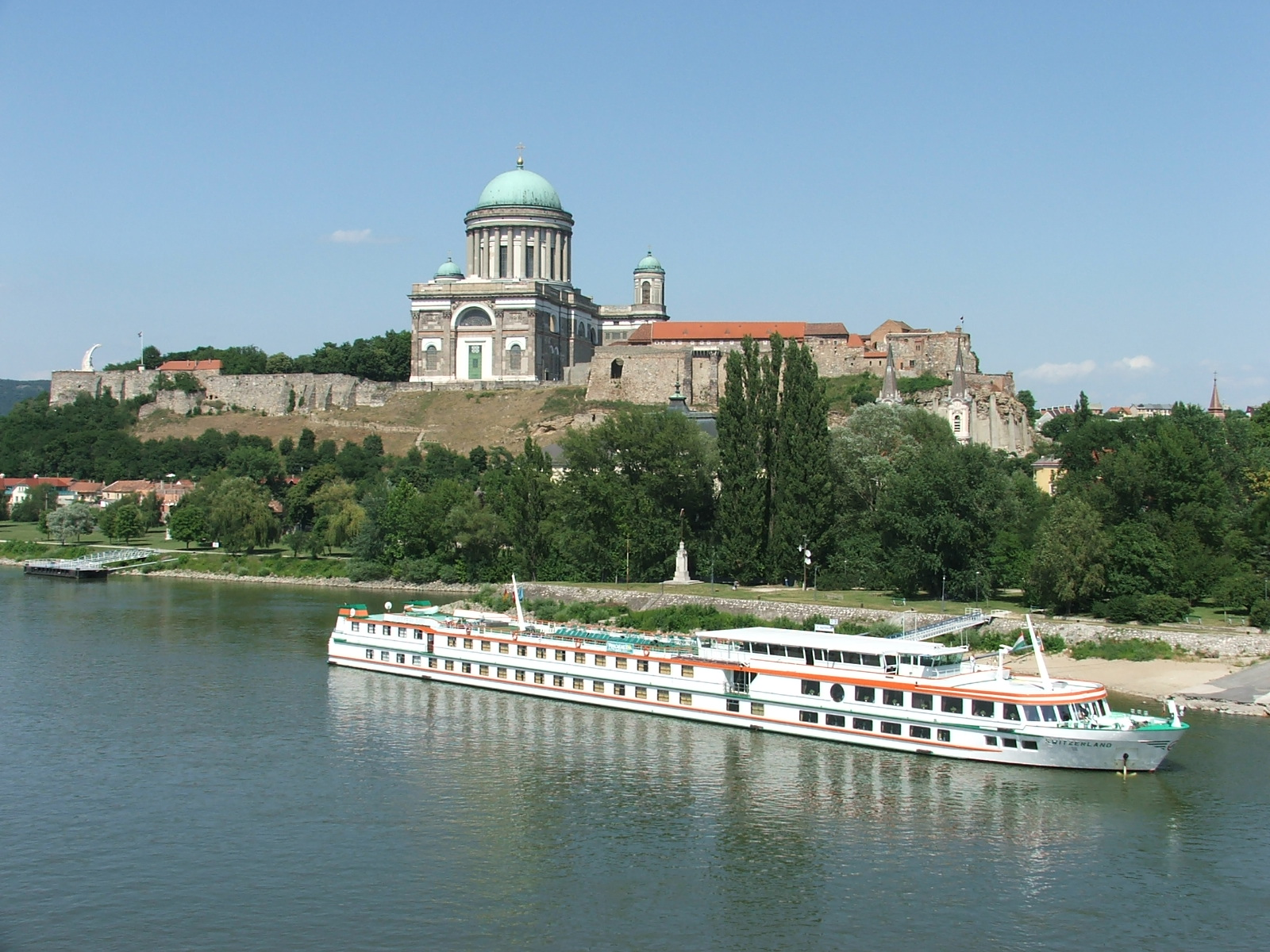
Esztergom
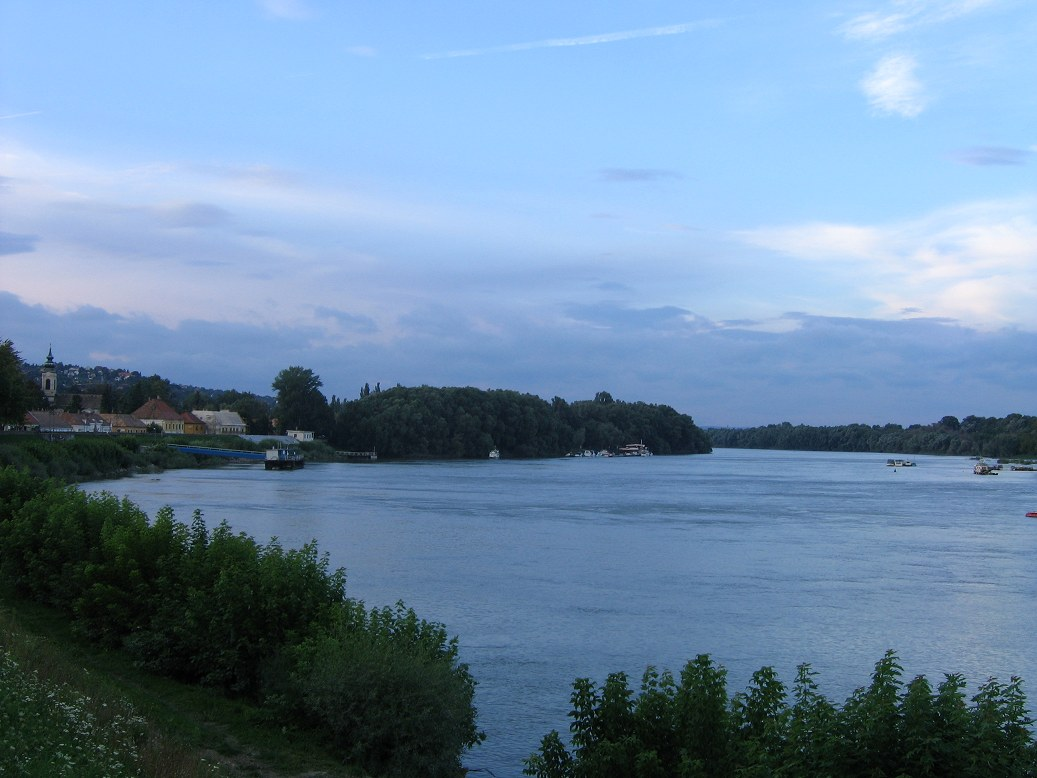
Abendstimmung bei Szentendre
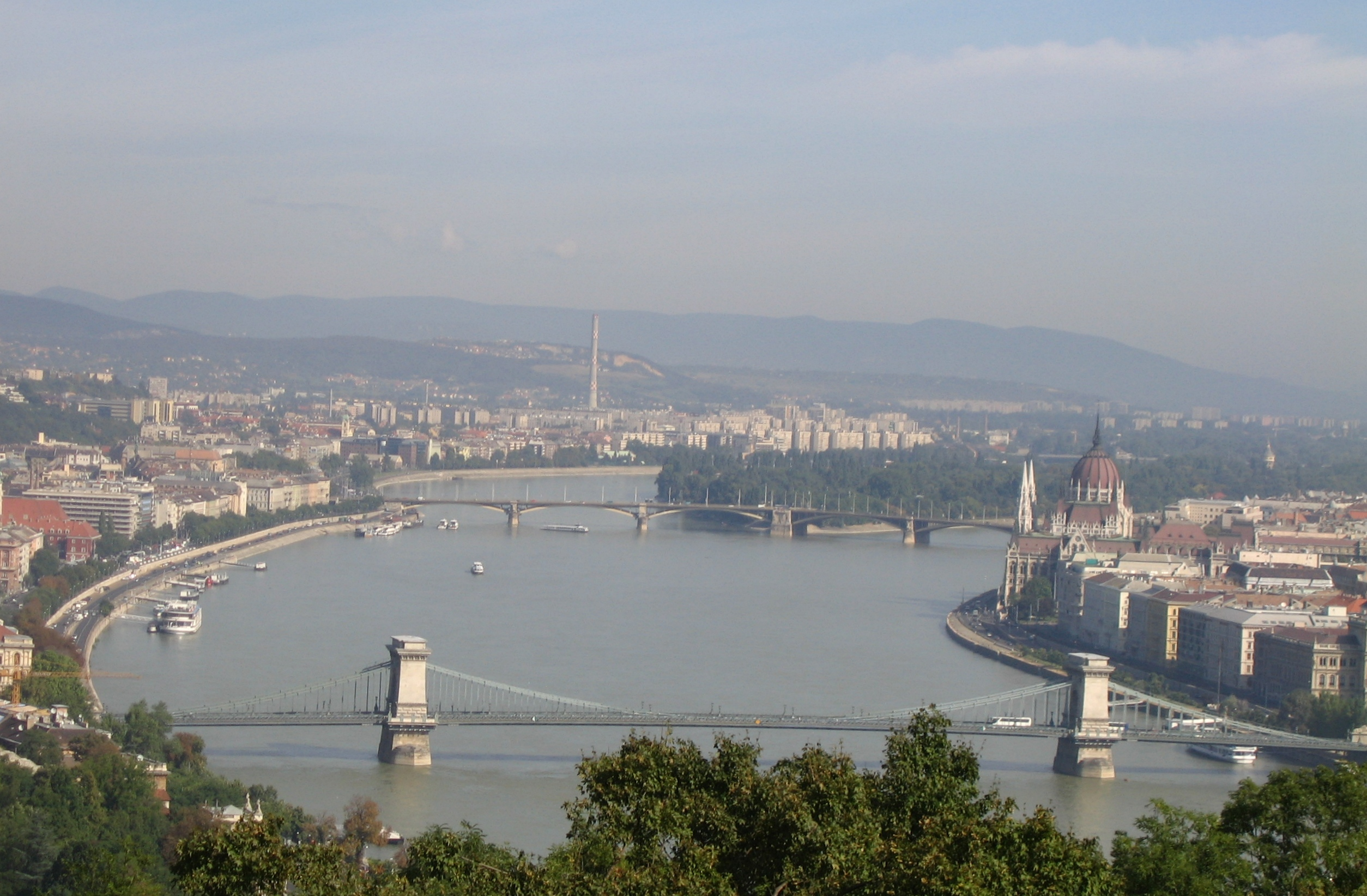
Budapest, Blick vom Gellértberg
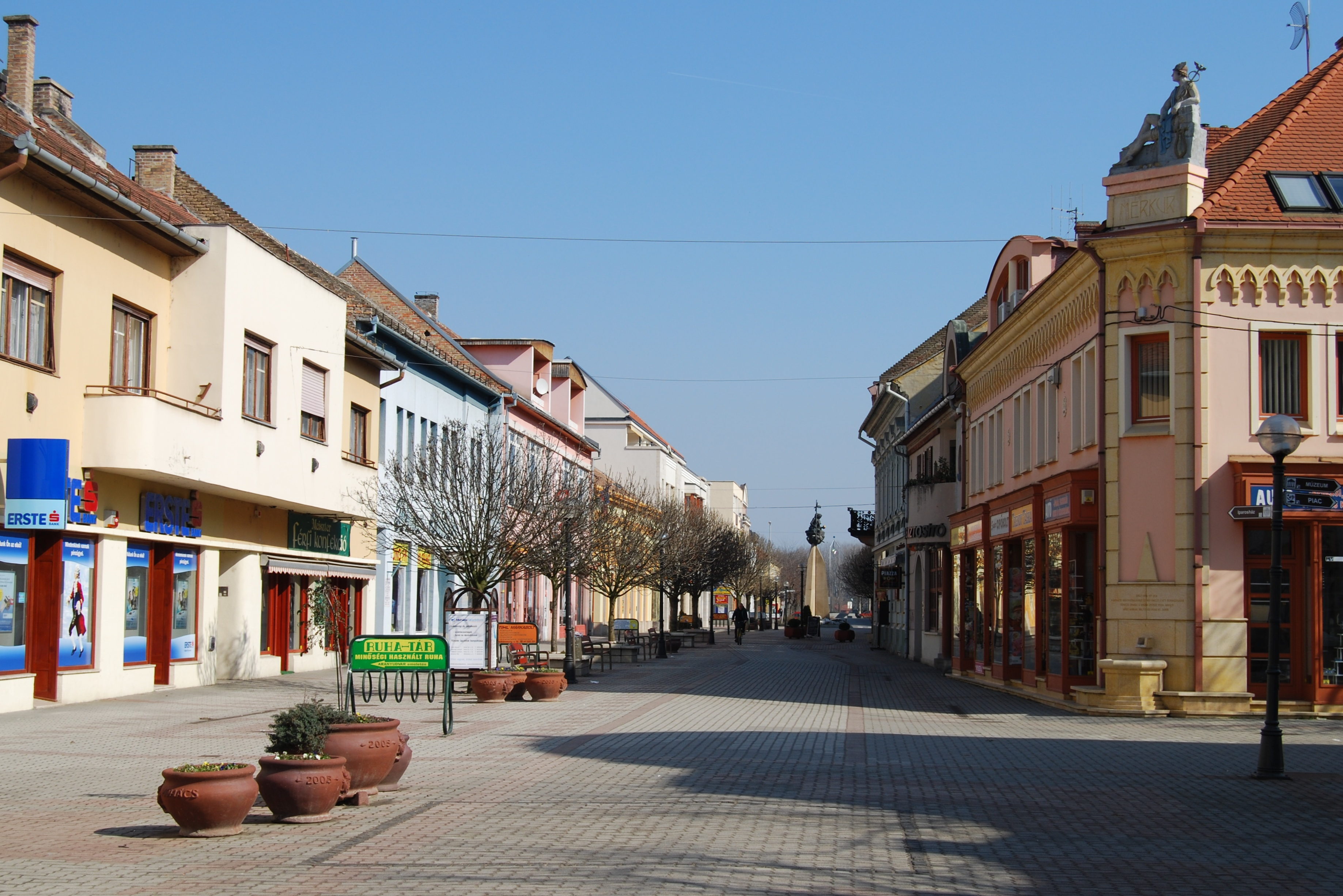
Fußgängerzone in Mohács

## Kroatien

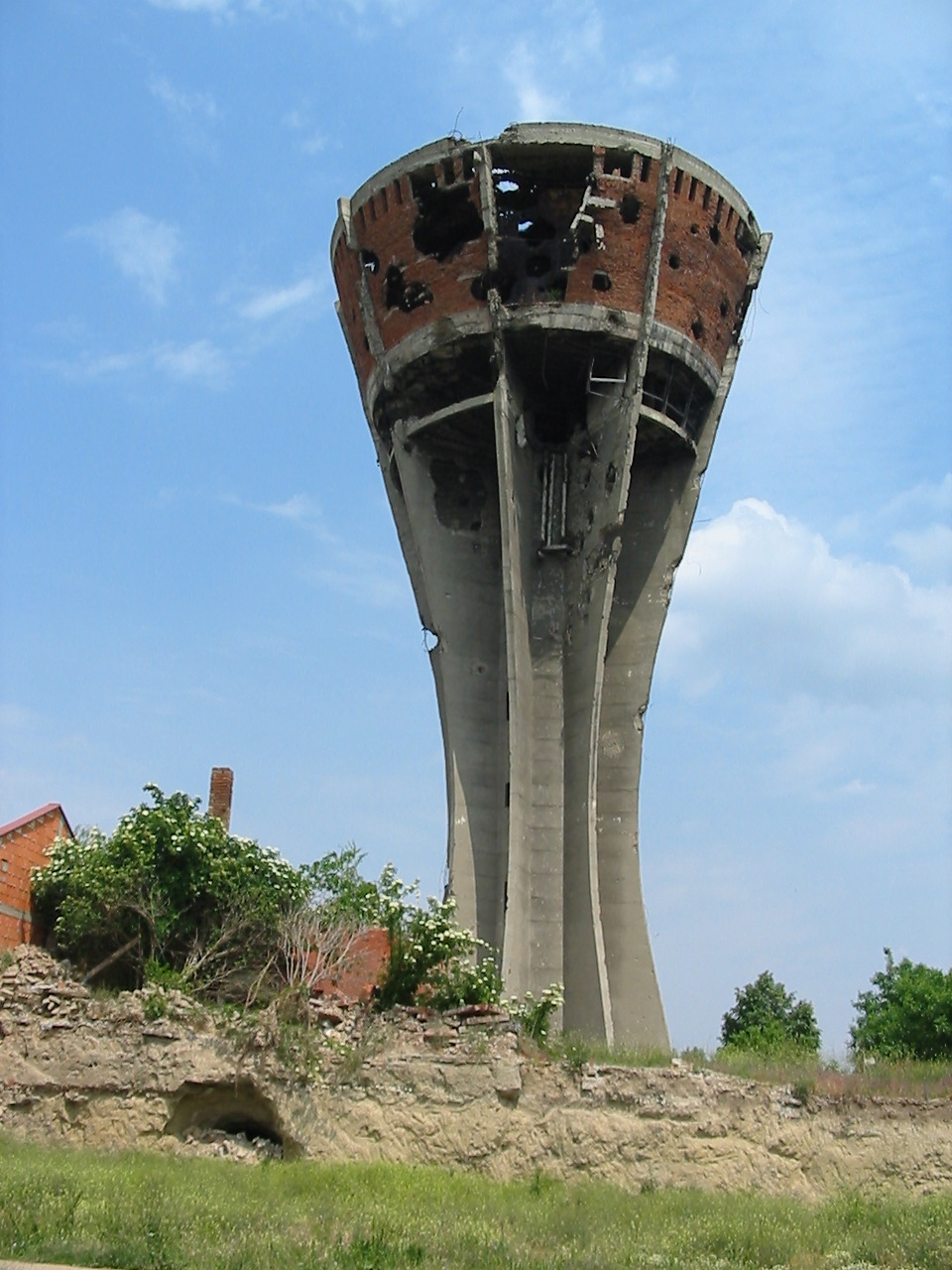
Wasserturm von Vukovar

Die Route ist in Kroatien unvollständig als Ruta Dunav beschildert. Durch kleinere Dörfer führt der Weg zunächst in das überwiegend von Ungarn bewohnte Zmajevac. Von hier kann man entweder weiter der Landstraße nach Osijek folgen, oder kurz vor dem Ortseingang auf einen Schotterweg abbiegen, der durch den Naturpark Kopački rit führt und einige Kilometer vor Osijek wieder auf der Landstraße endet.
Von Osijek geht es über Landstraßen nach Vukovar. Hier erinnern noch viele Gebäude an die Zerstörung der Stadt während der Schlacht um Vukovar im Kroatienkrieg. Die letzte Stadt in Kroatien ist Ilok. Von dort gibt es zwei Grenzübergänge nach Serbien, von wo man entweder auf der rechten oder der linken Flussseite nach Novi Sad gelangt.
Im kroatischen Abschnitt begegnet man vielen Schildern am Wegrand, die vor Landminen warnen. Dort sollte man es unbedingt vermeiden, die Straßen oder Wege zu verlassen. Karten und weitere Hinweise bietet das kroatische Minenräumzentrum.

## Serbien

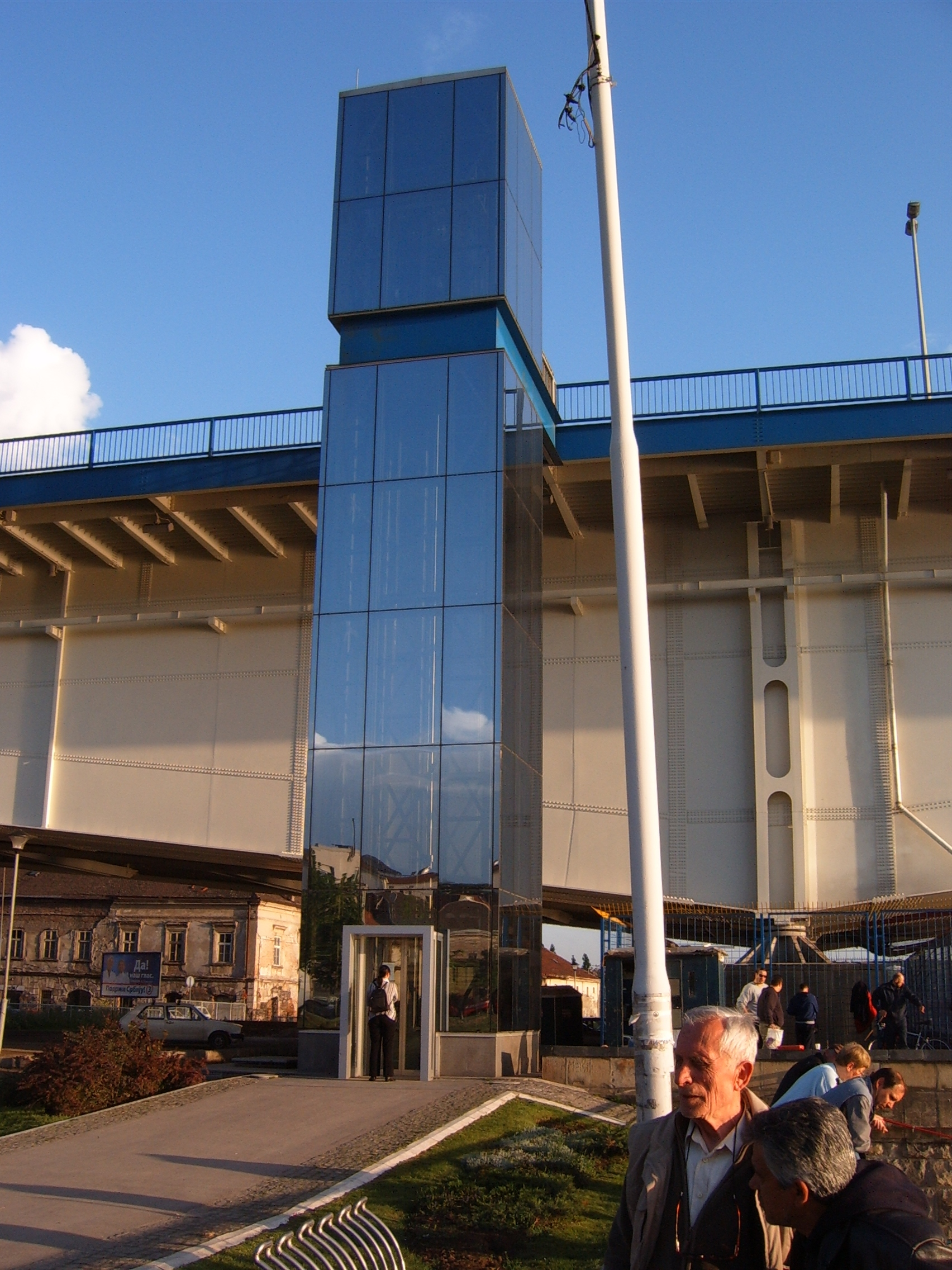
Fahrradaufzug an der Brankov most in Belgrad

Unter Federführung der Deutschen Gesellschaft für Technische Zusammenarbeit (GTZ) wurde hier zwischen 2006 und 2009 ein integriertes Konzept zur Förderung des Fahrradtourismus in Serbien entwickelt, das durch umfangreiche Online- und Printdokumentationen ergänzt wird. Dadurch ist die Route in Serbien vollständig und zum Teil mit Alternativrouten ausgeschildert. Meist verläuft die Strecke auf ruhigen Nebenstraßen, die nicht immer asphaltiert sind. Lediglich in den Großstädten Novi Sad und Belgrad gibt es gesonderte Radwegführungen.
Die Route von Ungarn direkt nach Serbien führt über Sombor und Bogojevo nach Bačka Palanka. Von dort geht es auf der linken Seite der Donau nach Novi Sad, der Hauptstadt der Provinz Vojvodina. Entlang der Uferpromenade führt der Donauradweg am Stadtzentrum vorbei und dann über eine Brücke zur Festung Petrovaradin. Alternativ gibt es bei Ilok einen zweiten Grenzübergang nach Serbien, von wo aus man weiter auf der rechten Flussseite fahren kann. Zwischen der Donau und dem kleinen Mittelgebirge Fruška Gora, das bekannt ist als Naturschutzgebiet und über zahlreiche orthodoxe Klöster verfügt, geht es bei dieser Variante mit mehr Steigungen aber weniger Verkehr nach Novi Sad.
Von Novi Sad führt die Route zunächst auf der Hauptstraße in Richtung Süden, dann auf weniger befahrenen Landstraßen durch kleinere Dörfer. Ab Batajnica geht es wieder zurück auf die Hauptstraße. Diese führt in den Belgrader Stadtteil Zemun, wo man auf Radwegen entlang des Ufers weiterfahren kann. An der Mündung der Save angekommen, zeigt sich auf der anderen Seite Kalemegdan mit den Resten der Festung von Belgrad. Nicht weit flussaufwärts von der Mündung führt die Brücke Brankov most über die Save in die Altstadt von Belgrad. Auf dieser Seite gibt es einen Aufzug, der auch Fahrräder von der Brücke zu einem Radweg entlang des Ufers befördert.
Belgrad wird über die Pančevo-Brücke verlassen, von wo aus sich die Route bis Ram an der serbisch-rumänischen Grenze auf der linken Donauseite fortsetzt. Diese führt hier entweder über nicht asphaltierte Wege oder (ab Pančevo) auf wenig befahrenen Straßen. Bei Kovin ist ein Abstecher nach Smederevo ausgeschildert. Bei Ram wird mit einer Fähre wieder das rechte Flussufer erreicht. Ab hier bildet die Donau die Grenze zwischen Serbien und Rumänien. Ab Golubac geht es durch das Eiserne Tor, das imposante Durchbruchstal der Donau durch die südlichen Karpaten. Ab Veliko Gradište folgen nur noch vereinzelt kleinere Ortschaften. Hier gilt es einige Höhenunterschiede bis zu 200 Meter zu überwinden und einige Tunnel zu durchqueren. Wichtige Sehenswürdigkeiten in diesem Abschnitt sind die Statue des Decebalus auf rumänischer Seite, die Tabula Traiana, die allerdings nur vom Schiff aus zu sehen ist, sowie die archäologische Fundstätte Lepenski Vir. Auf der Ostseite des Gebirges kann man über den Damm des Kraftwerks Eisernes Tor I bei Drobeta Turnu Severin die Donau und damit die Grenze nach Rumänien überqueren. Auf serbischer Seite führt der Donauradweg weiter über Negotin nach Bulgarien.

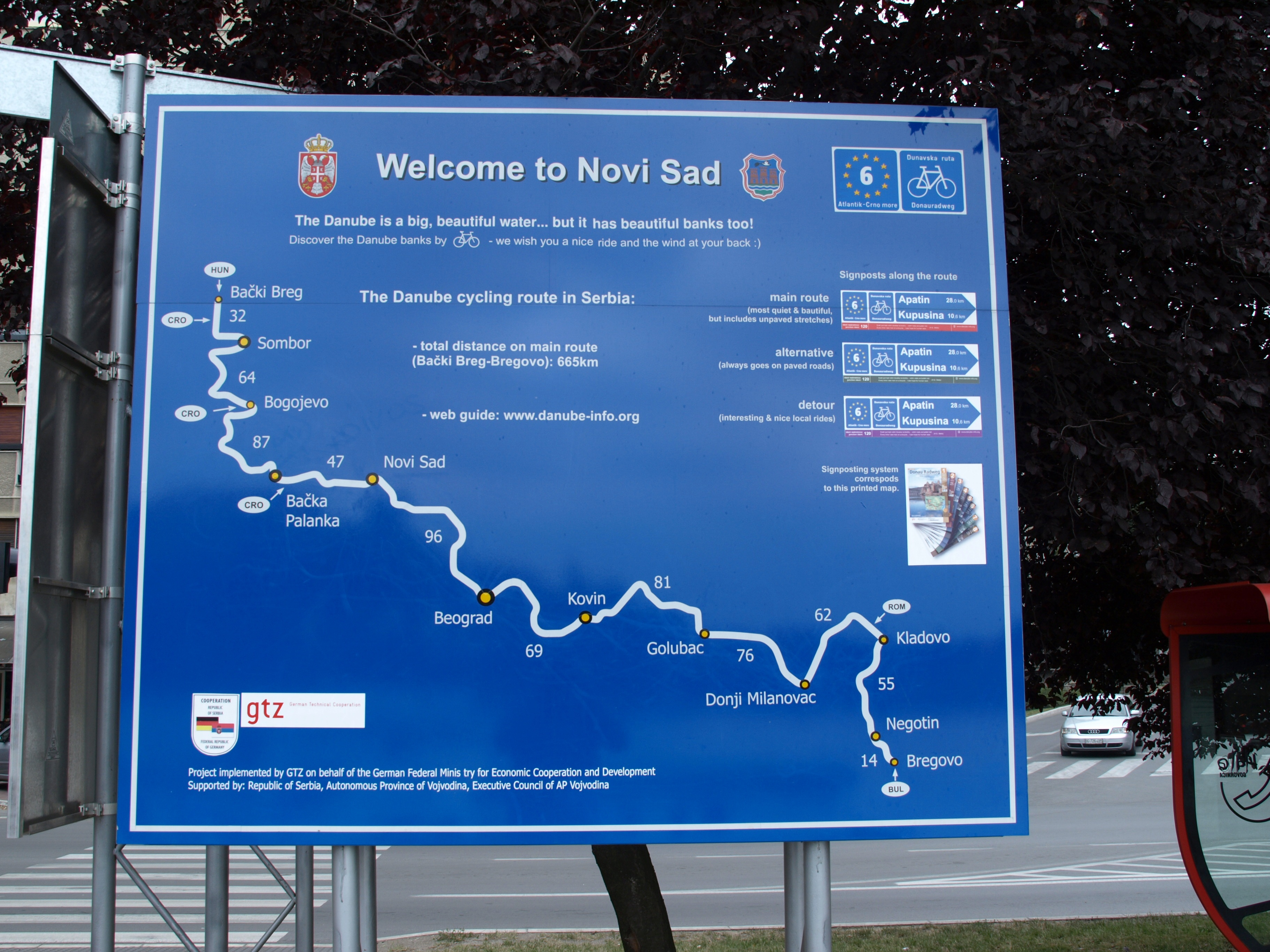
Verlauf des Donauradwegs in Serbien, aufgenommen in Novi Sad
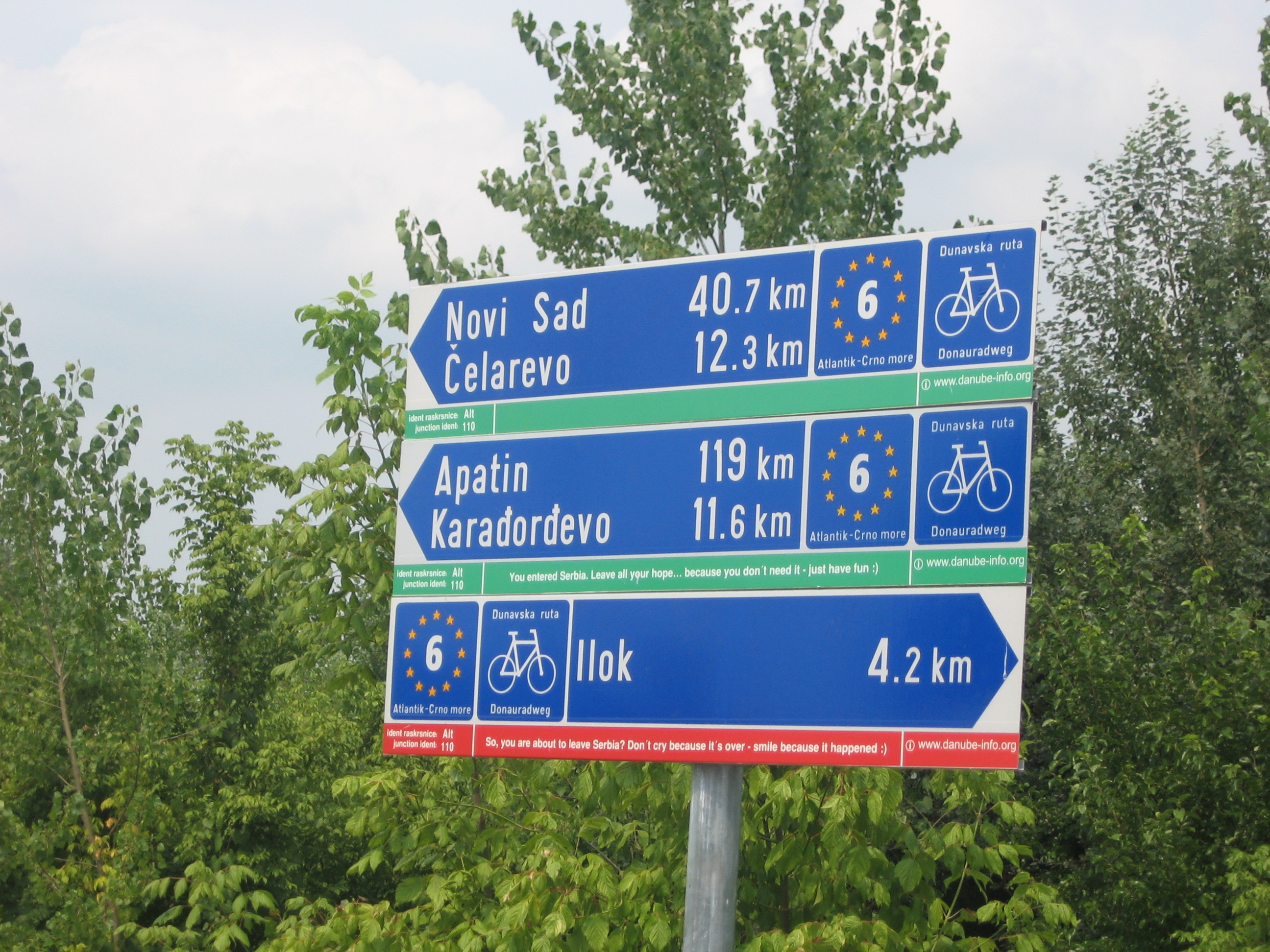
Ausschilderung des Donauradwegs kurz hinter der kroatisch-serbischen Grenze
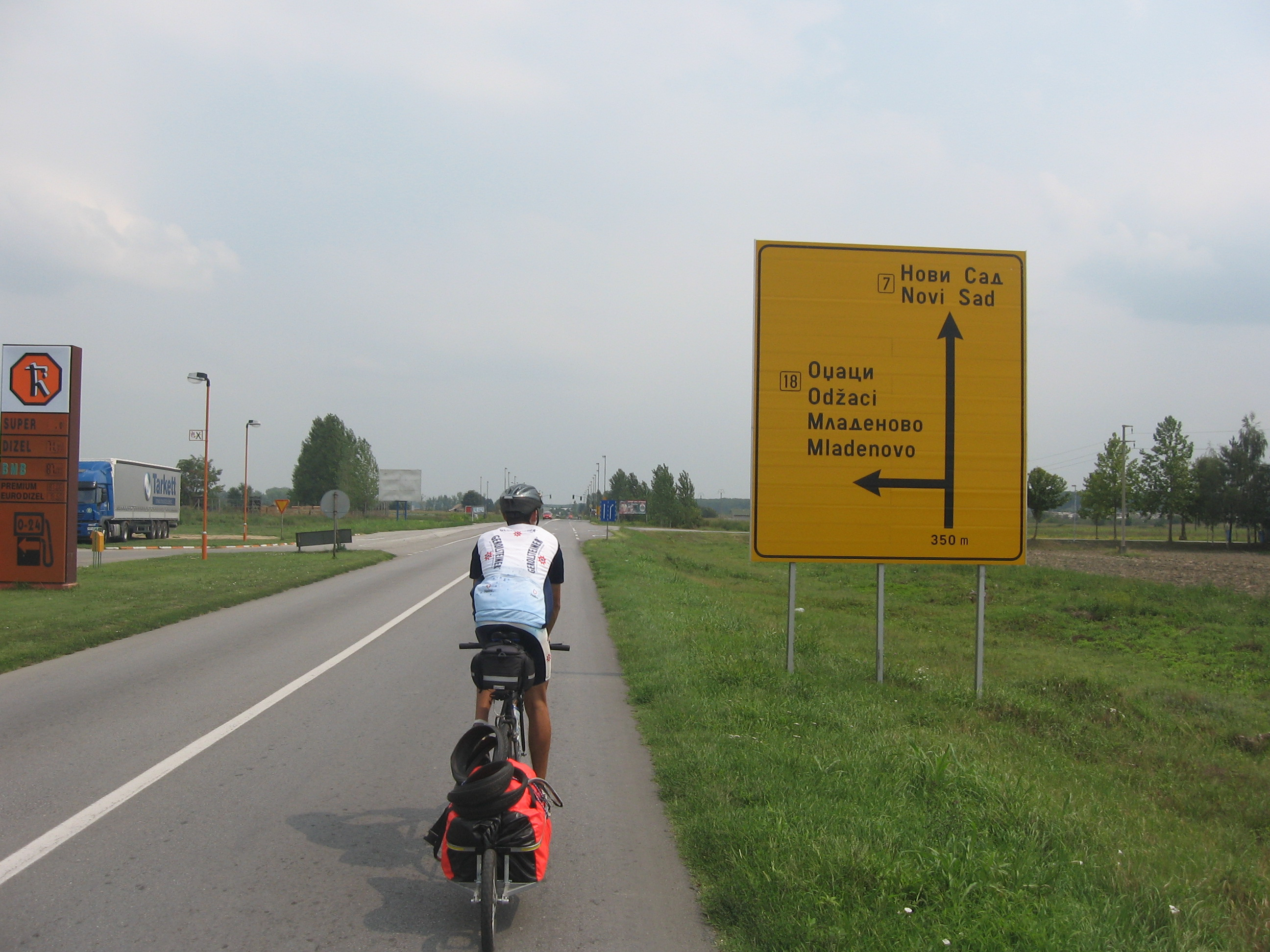
In Serbien führt der Donauradweg teilweise entlang der Hauptverkehrsstraßen

## Bulgarien
Auf einer Länge von etwa 500 Kilometern bildet die Donau die gemeinsame Grenze zwischen Bulgarien und Rumänien. Hier ist die Führung des Donauradwegs auf beiden Seiten, das heißt in beiden Ländern, geplant bzw. im Zuge der Umsetzung. Im Sommer 2010 begann an der serbisch-bulgarischen Grenze bei Widin die Beschilderung des bulgarischen Teils der Route (bulgarisch Дунавският веломаршрут). Von Widin aus soll sie weiter über Lom, Orjachowo, Swischtow, Russe bis Silistra verlaufen, von wo aus die Donau komplett auf rumänischem Territorium fließt. Die Markierungsarbeiten wurden 2012 abgeschlossen.

## Rumänien

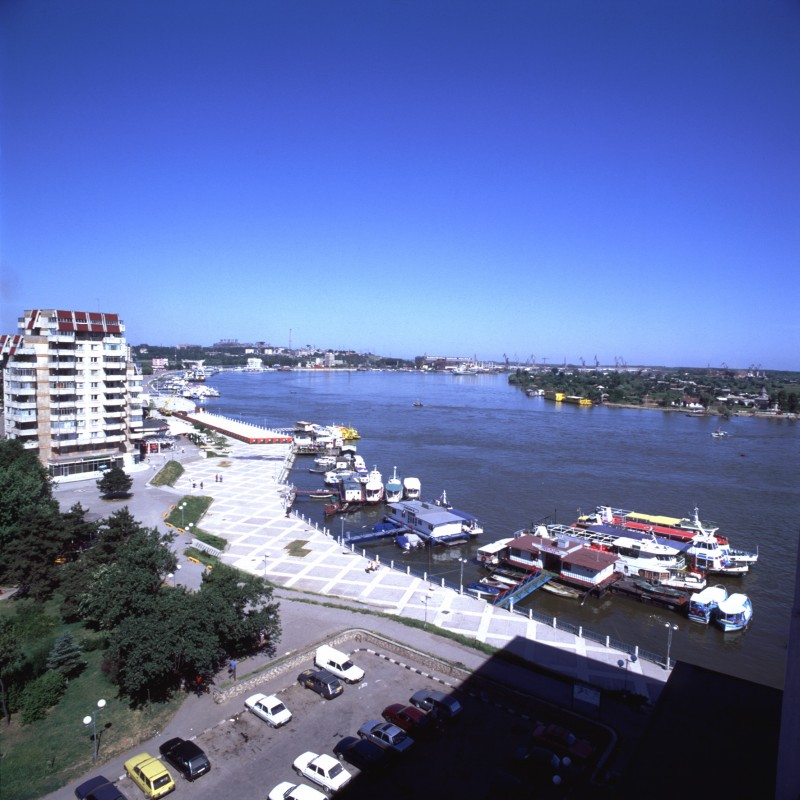
Hafen in Tulcea

Rumänien hat mit einer Länge von über 1000 Kilometern den längsten Abschnitt eines einzelnen Landes entlang des Donauradwegs. Die Route führt entlang der Grenze zu Bulgarien durch die Gebiete der Kleinen und Großen Walachei nach Osten und dann durch die Dobrudscha zunächst in nördlicher Richtung und dann zum Donaudelta.
Vom Damm des Kraftwerks Eisernes Tor I kommend erreicht man nach einigen Kilometern die Stadt Drobeta Turnu Severin. Von hier aus führt die Route immer in der Nähe der Donau durch zahllose Dörfer und kleinere Städte wie Calafat, Corabia, Turnu Măgurele, Zimnicea und Giurgiu. Giurgiu ist durch die Brücke der Freundschaft mit der bulgarischen Stadt Russe verbunden. Dies war bis zur Eröffnung der zweiten Donau-Brücke „Neues Europa“ im Spätsommer 2013 die einzige Brücke zwischen Bulgarien und Rumänien über die Donau. Weiter führt die Route über Oltenița nach Călărași. Von dort gelangt man mit einer Fähre auf die andere Seite der Donau und fährt an der bulgarischen Stadt Silistra vorbei. Die Route verläuft nun auf der rechten Seite der Donau nach Cernavodă, wo der Donau-Schwarzmeer-Kanal von der Donau abzweigt, und schließlich über Hârșova und Măcin nach Tulcea. Ab hier bildet die Donau ein ausgedehntes Delta, welches als bedeutendes Biosphärenreservat zum UNESCO-Welterbe gehört. Die offizielle Kilometerzählung der Donau beginnt bei Sulina. Diese Stadt ist nicht an das Straßennetz angeschlossen, kann aber von Tulcea aus per Fähre erreicht werden.
Die EuroVelo-Route EV6 folgt auf dem letzten Stück einem anderen Streckenverlauf und führt von Cernavodă über Năvodari nach Constanța.